# Bor (ital)
A bor a bortermő szőlő fürtjeinek kisajtolt, édes levéből alkoholos erjedés útján nyert ital.
A különféle borból készült pezsgőféléket és az azoktól teljesen különböző habzóborokat, de az egyéb gyümölcsök levéből készült, úgynevezett gyümölcsborokat is időnként a borok közé sorolják, viszont többnyire külön italfajtaként tartják őket számon. Egyéb erjesztett italokat is elneveztek róla, ezek azonban nem tartoznak a borok közé. Ilyenek például a mézbor, a pálmabor vagy a távol-keleti rizsborok.
Más alkoholos italokhoz hasonlóan a bor is ártalmas lehet az egészségre. Vannak, akik szerint minimális borfogyasztás is káros (pl. az egyik, szív- és érrendszeri betegségek ellen küzdő nemzetközi társadalmi szervezet, a genfi World Heart Federation szerint). Mások szerint viszont a vörösbornak jótékony hatása lehet a szívre, ha csak keveset iszunk belőle (pl. a francia paradoxont alaposan kutatták).

## Etimológiája
A bor mibenlétét Czuczor Gergely és Fogarasi János nyelvtudósok A magyar nyelv szótára című művükben így határozták meg a 18. században: „szőlőszemekből sajtolt lé, mely már forráson keresztűlmenvén must lenni megszünt, és szeszszel vegyes sajátságos ízt, szamatot kapott”. A magyar nyelv nagyszótára szerint a bor a borszőlő bogyójának levéből erjesztett szeszes ital A borhoz kapcsolódik az alkohol elnevezésének története. A középkorban úgy tartották, hogy az alkohol nem a bor egyik összetevője, hanem melegítés hatására keletkezik a borban. Az etanol (C2H5OH) vegyületét sokféle néven nevezték régen, a legrégibb magyar neve az „égett bor” volt, amely a nyersanyagára, a borra mutatott, de nevezték még borlang, boralék, borláng, borlél, borlelke, borer, borspiritus, borszesz néven is. Később a bor és szesz szavak összeforrtak, és alkohol értelmet kaptak. Az alcohol vini (a bor párlata) kifejezést a 16. században Paracelsus alkotta meg és abból állandósult az alkohol szó mai hétköznapi jelentése.
A bor szavunk jelentései átvitt értelemben: A bor okozta mámor. A bor beszél belőle; a bor megoldja a nyelvét; a bor a fejébe vagy a lábába megy vagy száll; borba fojt vagy borba temet valamit; borban keresi a feledést.

## Terminológiája
A szőlőművelés, a bor, a borászat, a borkóstolás számtalan szakkifejezése, a borral kapcsolatos szólások és irodalmi alkotás a magyar kultúra és irodalom része. Ízére, zamatára (bukéjára, borszagára, borízére) sok-sok kifejezés él a magyar nyelvben: száraz, fanyar, éles – édeskés; kemény – lágy; könnyű levegő-ízű, üres, vékony, nyúzott, nyújtott, hosszú – nagy, nehéz, zsíros, olajos, gömbölyű, testes, kövér, gazdag, bársonyos, óízű, tiszta, harmonikus, gerinces, galléros, tüzes, kész; nyers, zöldízű, savas, karcos, törött, pirkadt, poros, tükrös, opálos, kesernyés, egérízű, seprőízű, földízű, fátyolos, fáradt, főttízű, faízű, avas, rókaízű (direkt termő). A bor minősége lehet még fordult, zákányos (üledékes, zavaros, nyálkás), nyárlott, nyáras, nyáros, nyárjas, nyúlós, búsult bor), állott, pennyedt, színehagyott.
A bor kóstolása egy érzékszervi elemzés, amikor a bort látással, szaglással és ízleléssel elemzik megismerési, értékelési céllal. A borbírálat azzal a szándékkal történik, hogy tárgyilagos leírást, minősítést és értékmeghatározást készítsenek. Például az érzetek közé sorolják a bor testességét a borbírálók, amelynek egyformán fontos komponense az alkohol és a szárazanyag tartalom. Bármelyik összetevő hiánya esetén a bort vékonynak, laposnak minősítik.
Aki kapcsolatba kerül a borral szinte mindenki minősíti és értékeli azt: 

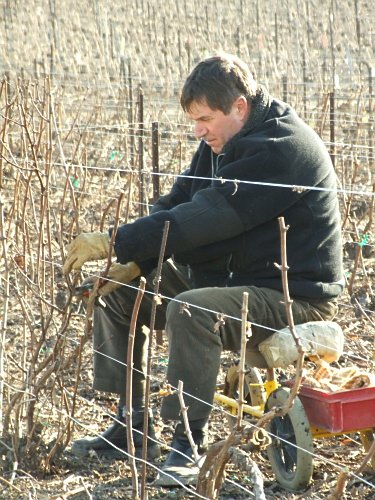
Francia vincellér a Champagne-Ardenne régióból

- a jogalkotók, a törvényi szabályozással foglalkozó szakemberek, a normaalkotók, akik a borral kapcsolatban felmerült jogi kérdéseket és a törvényi szabályozást minden korban fontosnak tartották;
- az ampelográfusok, akik a szőlőfajták leírásával, rendszerezésével foglalkozó tudomány művelői;
- az ampelológusok, a szőlészek és borászok, a biológiai szőlészet, szőlőműveléstan, a szőlők rendszertanával, fiziológiájával, szervezettanával, fajtaismeretével, agrotechnikájával, növényvédelmével foglalkozó tudósok, a borkészítés tudományos ismerői;
- a bortermelők, vincellérek, akik a bor készítése és kezelése során folyamatosan értékelik a szükséges kezelések idejét, módját, feladatuk a szőlőtermesztés és alapvető pinceműveletek technológiai folyamatainak ellátása;
- a kereskedők, akiknek el kell dönteniük, hogy az adott tétel marketing szempontból megfelel-e az elvárásaiknak;
- a vendéglátó és gasztronómiai szakemberek, akik ellenőrzik a vendégeiknek felkínálandó bor minőségét, az alkalomhoz, ételhez illő harmóniáját;
- a borászati szakemberek, sommelier-k a borszakértők, akik a különféle borbírálatok, borversenyek kapcsán mindenre kiterjedő aprólékos vizsgálatok alá vetik a borok küllemét, ízét, színét és élvezeti értékeit, borok kiválasztásával, ételekhez párosításával és felszolgálásával foglalkoznak;
- a bor fogyasztói, akik természetesen minősítik boraikat a fogyasztás előtt és közben is.[23][24][25][26]

## Egészségre gyakorolt káros hatásai
Az emberi anyagcsere az alkoholt a májban acetaldehidre bontja, ami rákkeltő anyag. A Lancet Oncology 2021-ben publikált cikke szerint 2020-ban a világ összes rákos megbetegedésének 4 százalékát, vagyis 750 ezer esetet az alkoholfogyasztás okozta. A Lancet egy másik, 2018-ban közölt vizsgálata során 195 ország alkoholfogyasztását vizsgálták. A vizsgálatból kiderült, hogy az általános halandóságnál, és különösen a ráknál egyértelműen kimutatható az alkoholfogyasztás káros hatása. Rákkeltő hatása mellett az alkohol a szívre is mérgező hatású, úgynevezett kardiotoxin, ami gyengíti az összehúzódást, és kamrafibrillációhoz vezethet.
Brit kutatók kimutatták, hogy két pohár bor olyan sok cukrot tartalmaz, amely megegyezik az emberi szervezetnek egy teljes napi cukorigényével, azaz 30 grammal. Az Alcohol Health Alliance UK (AHA) szakemberei kiemelték, hogy az alkoholos italok címkéin nem tájékoztatják megfelelően a vásárlókat az alkohol káros hatásairól. Az AHA harminc borféle cukor- és kalóriatartalmát vizsgálta meg, köztük fehér-, rozé-, gyümölcs- és habzóborokat. A vizsgáltból kiderült, hogy az általuk mért értékek jelentősen eltérnek a borok címkéin feltüntetett adatokkal. A legmagasabb kalóriatartalommal a magasabb alkoholtartalmú borok rendelkeznek.

## Története

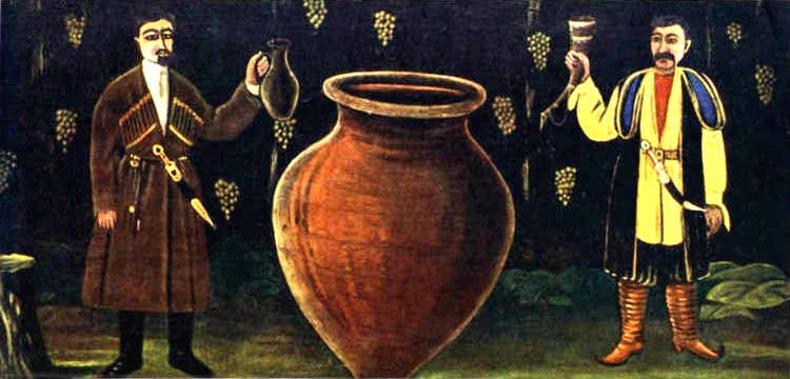
Niko Piroszmani: Két grúz a maraniban
(a grúzok a lakóházuk mellett egy külön kis épületben ássák el a világhírű grúz borokat tároló kvevriket, az óriási agyagkorsókat)

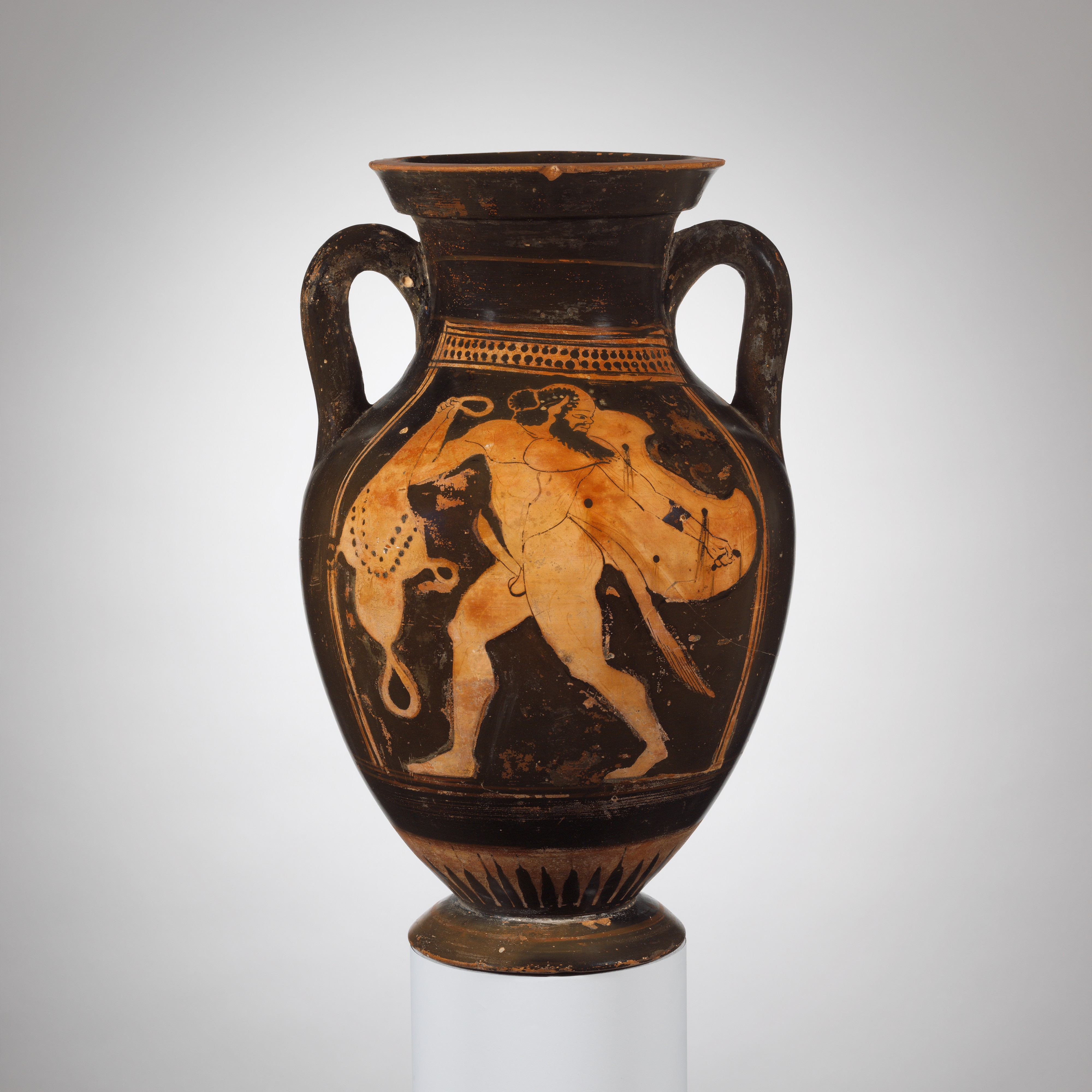
Szatír borostömlővel, görög terrakotta amfora, i. e. 490 körül

Már legalább 6000 éve foglalkoznak emberek bortermeléssel. A Biblia szerint Noé ültette el a szőlőt az Ararát-hegy oldalába és készített belőle részegítő bort. A mondák szerint a szőlőtőkét az özönvíz mosta ki az Édenkertből, ami azután egy hegyen megeredt. Noé fia Jáfet a kecskéket és a juhokat őrizve észrevette, hogy a kecskék a szölővessző hajtásait kedvelik leginkább. Noé ekkor ültette el a szőlőt a kertjében.
A régészeti kutatások azt bizonyítják, hogy a szőlőtermesztés és a borkészítés szokása elsőként Transzkaukáziában jelent meg (a mai Törökország,
Irán és Örményország területe), onnan került Európába. Az Oxford Companion to Wine (Jancis Robinson, 1994) állítása szerint a bortermelés eredete a Dél-Kaukázusban, a mai Grúziában található. „Grúziában találtak olyan magokat, amelyek termesztett szőlő magjainak tűnnek (alakjuk különbözik a vadszőlő magjáétól), és körülbelül Kr.e. 6000-re datálhatóak” (Rod Phillips, 2001: A Short History of Wine. London). A grúziai erjesztési szokások is több ezer évesek. Az UNESCO az immateriális kulturális hagyományok között tartja nyilván a kvevri-technológiát, a hagyományos grúz cserépedényben történő szőlőmust erjesztést. A bor az európai civilizáció egyik legkorábbi alkoholos itala, ahonnan elkerült Afrikába, majd a 16. században a spanyolok által felfedezett Amerikai kontinensre, míg végül az európai felfedezőkkel Ausztráliába és Új-Zélandra is eljutott.
A szőlőtermesztés és a borkészítés már több ezer évvel ezelőtt ismert volt Földünk kedvező éghajlati adottságú vidékein. Örményország Iránnal határos déli részén, a Zagrosz-hegység közelében található az a barlang, ahol 2011-ben megtalálták a legősibb borkészítés nyomait. A szőlő megfelelő minőségben csak a 9-21 Cº évi középhőmérsékletű területeken termelhető. Az első nagy borkészítők az ókori egyiptomiak voltak. Az ókori görögök és rómaiak az istenek italának hívták, a görögöknél Dionüszosz, a rómaiaknál Bacchus volt a bor Istene. Az ókori görög és római vallásban a leggyakoribb bemutatott vértelen áldozat az italáldozat volt (libatio), bor, víz, méz, tej és olaj; a bor gyakran az égő áldozat kiegészítő részeként is szolgált, hogy az isten az ételen kívül italt is kapjon. A legtöbb istennek tiszta bort áldoztak, viszont a múzsák, nimfák, fúriák és Aphrodité italáldozatain tilos volt a bort használni. A bor tárolására és szállítására amforák és állatbőrből készült borostömlők szolgáltak. Hűvös kamrában (cella vinaria) voltak a boros amforák jól bedugaszolva, szurokkal lepecsételve és egy jegygyel (tessera, nota) ellátva, amelyen a bor fajtáját és a készítés évében működő consulok neveit tüntették fel. Az ókori Görögország területéről Kr. e. 4200-ból is került elő olyan kerámiaedény, amelyben bor nyomát találták meg, míg Kína területéről ennél közel 3000 évvel idősebb lelet is előkerült már. Caius Plinius Secundus ókori enciklopédista Historia Naturalis című művének XV. kötetében (szőlő, bor, borfajták, ittasság) a Római Birodalom területén 80 szőlővidéket és jónéhány borfajtát említett meg. A szőlőtermesztés alapelveit Lucius Junius Moderatus Columella, római szakíró írta le először olyan alapossággal, hogy jellemzően az újkori ampelográfia nevű tudományág is használja a fajtarendszertanát.
A legjobbnak azt a fajta bort tartom, amelyik mindenféle ízesítés nélkül hosszan eláll, ezért az javasolom, hogy egyáltalán semmit ne keverjünk hozzá, ami a természetes aromáját rontaná. A legkiválóbb ugyanis az, amelyik saját, természetes aromájával nyújt élvezetet.
A Kárpát-medence területén a rómaiak már a honfoglalás előtt is termesztettek szőlőt. Ismert egy rendelet, amelyet Domitianus római császár adott ki, mivel az egyik évben bőséges szőlő-, de nagyon gyenge gabonatermés volt és Pannonia provinciában is megtiltotta az újabb szőlőtelepítéseket, elrendelte, hogy a meglévő szőlők felét pusztítsák ki és termesszenek helyette gabonát. Probus római császár hivatalosan feloldotta a szőlőtelepítési tilalmat és meghagyta, hogy katonái békeidőben szőlőtelepítéssel és földműveléssel foglalkozzanak a birodalom minden területén. A 350 és 450 közötti Római Birodalom Pannonia Valeria nevű dunamelléki provinciájából származó díszes ezüst lakomakészlet, a Seuso-kincs bor töltésére szolgáló Dionysos-kancsójának domborművén Dionüszosz isten és a bortól mámoros kíséretéhez tartozó bacchánsnők, szatírok és a kecskelábú Pán isten a fáklyákat, zeneszerszámokat, görbe végű pásztorbotokat tartó alakok Dionysos vezetésével egyetlen, önkívületben mulatozó menetet alkotnak. Alattuk és felettük szintén reliefben megmintázott szőlő és akanthus indákkal díszítve.
Anonymus szerint a magyarok ősei ismerték a bort. Ősgesztájában így írt erről: „A szittyák valaha igen bölcsek és szelídek voltak, földet nem műveltek, és majdnem semmiféle bűn nem fordult elő közöttük. Ugyanis nem voltak mesterséggel épült házaik, csupán nemezből készült sátraik. Húst, halat, tejet, mézet ettek, és bőven volt fűszeres boruk. Nyusztprémbe és más vadállatok bőrébe öltöztek.” A honfoglaló magyarok a szőlőtermesztés és bortermelés szokását tapasztalták a kies Pannoniában. Sőt Erdőbényén 1867-ben a földtörténeti harmadkorból származó levéllenyomatot (Vitis tokayensis) találtak, ami azt bizonyítja, hogy Tokaj-hegyalja szőlőtermesztése is az ősi időkbe nyúlik vissza. A 3. század végétől a kereszténység rohamos elterjedése előmozdíthatta, népszerűsíthette a keleti tartományok vörös bort adó szőlőfajtáinak a termesztését és az ezekhez kapcsolódó alacsony tőkeművelési módoknak az alkalmazását. Hiszen a kereszténység révén a vörös színű bor kultusza ott is elterjedt, ahol ennek a hagyománya és ismerete nem volt meg. Egészen a 14. századig a misebor vörös volt a latin rítusú katolikus egyházban is, a keleti egyházakban pedig továbbiakban is az maradt.
A bortermelés a legkorábbi 11. századi oklevelek tanúsága szerint a földesúri magángazdaságokban folyt, ahol a szőlőt szolgák vagy azok speciális csoportját alkotó szőlőművesek (vinitores) művelték meg és a termés felett a földesúr rendelkezett.
A tatárdúlást követően IV. Béla magyar király támogatásával, több kilométer hosszú, bravúros építészeti remekműnek számító pincerendszert alakítottak ki. A magyarok elsősorban a várak környékén művelték a szőlőt. Erre utal hogy IV. Béla király 1247-ben – a szársomlyói vár alapítólevelében – említi Harsány határát a szőlőkkel. Ismert egy Anjou-kori oklevélből, hogy 1313-ban István, Szlavónia bánja vállalta a zágrábi egyház Medve (Medwe) várának várnagyként való tartását, az egyház javára történő megőrzését, aki a vár fenntartásáért évi ezer köböl bort, 500 köböl gabonát és 40 dénárt igényelt. A 14. században egyre több pince épült Tokaj-hegyalján, ahol többemeletes pincelabirintusok épültek. Az UNESCO 2002-ben vette fel a világörökségi listára Tokaj-Hegyalját mint kultúrtájat.
Mátyás király idejében hazánk már Európa egyik leghíresebb szőlőtermesztő országa volt. II. Ulászló idejében egy hordó bor 10-12 aranyforintba került. A mohácsi csata előtt II. Lajos uralkodása alatt pedig már 27-30 forintot ért az-az egy hordó jó minőségű bor. A török hódoltság azután a magyar szőlőskerteket is tönkretette. A megszállt területekről a lakosság és velük a szőlőmunkások jó része is elmenekült, így a virágzó ültetvények megmunkálatlanul maradtak és elvadultak.
Hans Dernschwam követ és utazó tudósításából tudjuk, hogy ebben az időben Amásziában, Iznikben:
“… Boroshordók itt nincsenek; a bort nagy kőamforákban tartják. ... Amikor borozgatás céljából odaérkeztünk, az említett görög – akinek udvarában egy ilyen jókora kőkorsó volt beásva – felnyitotta az amforát és lopóval bort vett ki belőle. Tizenkét akó volt a befogadóképessége. Mint mást, a bort is kénytelenek elrejteni; ha nem így tennék, az örökké jelenlévő hadnép inná meg az egészet. … A templomon kívül nagy, tizenkét bécsi akót befogadó kőamfora; ezt a földbe süllyesztik és bort tartanak benne. Egyébként az egyik görögnél tizenkét ekkora, bort tartalmazó kőamforát láttunk. Az egyes – még a régi görögök után fennmaradt – amforákon kívülről kapocsfák utalnak a bor minőségére. … Miként a parasztok házuk táján elvermelik gabonájukat, akként ássák be a földbe a görögök és az örmények a borral telt nagy kőamforákat és – kancsókat”. Írt a grúziai imeretiai 200 literes, földalatti, nagy, égetett, bortároló agyagedényekről is.
Az első, 1815-ben megjelent magyar nyelvű borászati tankönyv Mitterpacher Lajosnak, a magyar mezőgazdaságtan jezsuita megalapítójának „Rövid oktatás a szőlő műveléséről, a bor, pálinka és ecet készítéséről” című írása volt.
A könyv kezdősorai így szóltak: „A szőlőfürt kétféleképpen érik meg', a’ mit jól meg kell külömhöztetni egymástól; tudniillik, először a’ szőlőszemben lévő magok érnek meg a’`mikor még a’ nedvesség a’ szőìőszemben savanyú és`fojtós; emez a’ borosgazdának kívánságát tellyesíti bé, és nem еlébb‚ megy véghez, haпеm a’ midőn már a’ lé a’ szőlőszemben, édes; és valamennyire sűrű mézgává válik.”
A 18. században földesúri instrukciókban, hegytörvényekben rögzítették a hegyközségek kötelező érvényű szőlő és bortermelő normáit, amelyek a falusi és városi szőlőbirtokosok jogait és kötelességeit tartalmazták. Fajtatiszta ültetvények csak a 19. század végétől jelentek meg a magyar borvidékeken. Kialakult a szőlőtermesztés sajátos földrajzi, gazdasági és társadalmi specializáltsága is. A paraszti gazdaságok szőlőiben sokáig általános gyakorlat volt, hogy valamennyi szőlőfajta fürtjeit egy dézsába szüretelték. Úgy tartották, hogy annál jobb lesz a bor, minél több fajtából készül a must.
Az Európában kialakult bortermelési szokásokat és a szőlőtermesztést alapvetően megváltoztatta, amikor 1865-ben először észlelték Franciaországban a törpetetvek (Phylloxeridae) családjába tartozó szőlőgyökértetű (Daktulosphaira vitifoliae) kártételeit.
1875-ben az Osztrák–Magyar Monarchia egész területén egyszerre több helyen is fellángolt a filoxéra (szőlőgyökértetű) járvány. 1875. október 5-én a Földművelési Minisztérium közhírré tette, hogy Pancsova (Torontál vármegye) szőlőiben erős fertőzést tapasztaltak. Rögtön nekiláttak és az egészet kiirtatták, a tőkéket is elégették, de annak ellenére két-három év alatt 700 holdra emelkedett a fertőzött terület. Magyarország kötött talajú szőlőinek a 75-80%-át tette tönkre a járvány. A kárt enyhítendő, tiszta amerikai fajokat, nagyobb mennyiségben a parti szőlőt (Vitis riparia), majd annak változatait (Riparia portalis, Riparia sauvage stb.), használták oltóalanynak. 1881 márciusában érkezett meg Amerikából a Nedeczky Jenő által vásárolt 114 000 db amerikai vad alany szőlővessző. 1883. év tavaszán pedig, az Országos Phylloxéra Bizottság határozatának megfelelően nagyobb mennyiségű amerikai alanyvessző érkezett, Riparia sauvage fajból mintegy 400 000 db sima és 10 000 db gyökeres alany állt a kormányzat rendelkezésére a rekonstrukcióhoz.

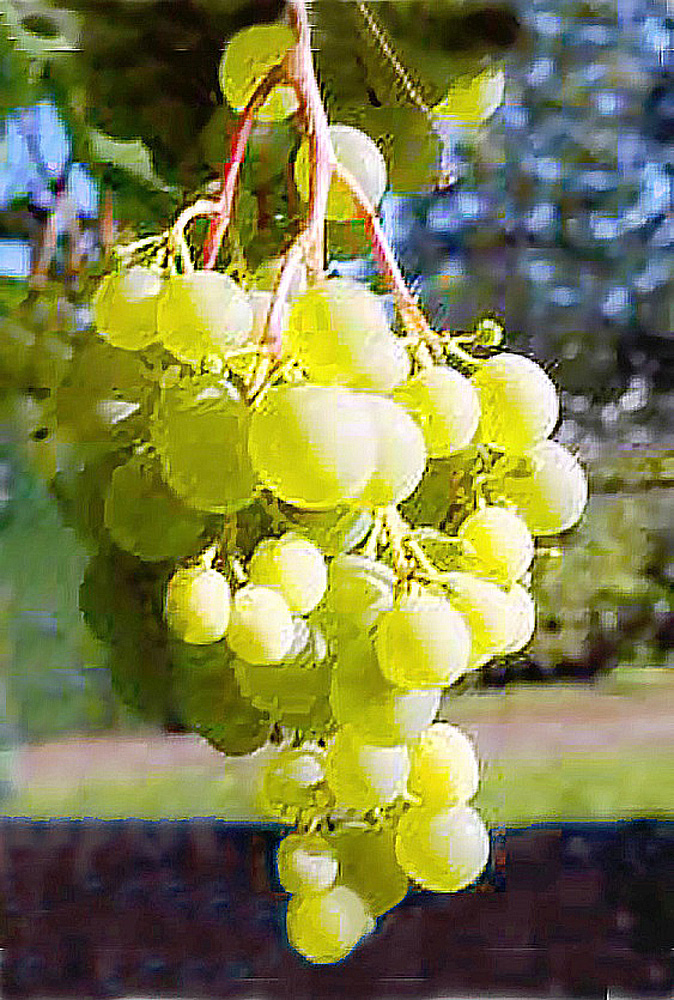
Mathiász János nemesítette a csabagyöngye szőlőt a világ egyik legismertebb hibrid szőlőfajtáját, ami az egyik legkorábban érő szőlő

A filoxérajárványt követően a károsítás miatt került sor az észak-amerikai eredetű parti szőlőből származó szőlőalanyok használatára. A vad amerikai direkttermő szőlőfajták (Vitis riparia) tőkéire oltották az európai oltványokat. Az európai borszőlők túlnyomó többsége ma ilyen oltvány, szemben az amerikai szőlőkkel, amelyek közvetlenül a gyökérből kifejlődött szőlőtőkéken nevelik a fürtjeiket, azaz direkt termő szőlőfajták. Az eurázsiai szőlő, a Vitis vinifera jó minőségű szőlőtermést ad, de fogékony a peronoszpórára, a lisztharmatra és a filoxérára. Az amerikai szőlőfajok ezekkel a károsítókkal szemben rezisztensek vagy toleránsak, termésük azonban nem alkalmas minőségi bor készítésére.
Ekkor kezdődött el a bortermő szőlőfajták nemesítése Magyarországon, beindult a filoxérarezisztens alanynemesítés, ami világviszonylatban is jelentős eredményeket hozott. A szőlőfelújítási törvény (1896. évi V. tc.) értelmében a rekonstrukcióhoz szükséges alany- és oltványszőlőhöz kedvező áron lehetett hozzájutni. Híres szőlőnemesítők voltak Mathiász János, Stark Adolf, akiknek legismertebb fajtái a Mathiász Jánosné muskotály, Szőlőskertek királynője muskotály, Csabagyöngye. Mathiász János óriási nemesítő munkába kezdett és sok-sok új fajtát hozott létre. Ez a világon egyedülálló teljesítmény, ezért munkássága a „világörökség” szerves részévé vált és a Magyar Nemzeti Értéktárba került. Az általa előállított új fajtákat keresztezési partnerként használták és használják. Munkájukat magyar szőlőnemesítők sora is folytatta, többek között Kozma Pál, Tusnádi József, Csizmazia Darab József, Bereznai László, Kocsis Pál, Király Ferenc és Bakonyi Károly is, akinek például a Cserszegi fűszeres nevű nemes borszőlő köszönhető. A nemzeti fajtajegyzéken a következő államilag elismert rezisztens fajták korlátozás nélkül szaporíthatók. Fehérborszőlők: Bianca, Csillám, Kunleány, Viktória gyöngye, Zalagyöngye. Vörösborszőlők: Duna gyöngye, Medina, Turán. Csemegeszőlők: Nero, Palatina augusztusi muskotály, Pölöskei muskotály, Teréz.
2017-ben a 41. alkalommal rendezték meg Európa legismertebb borversenyét, a Challenge International du Vin-t, ahonnan 17 magyar bor nyert aranyérmet. A tokaji borok 6 aranyérmet kaptak, a badacsonyi és az egri borvidékről három-három, a Balatonfüred-csopaki borvidékről 2, míg a szekszárdi, mátrai és villányi borvidékről egy-egy bor részesült a rangos nemzetközi elismerésben.

### Képzőművészeti ábrázolások a bor történetével kapcsolatban

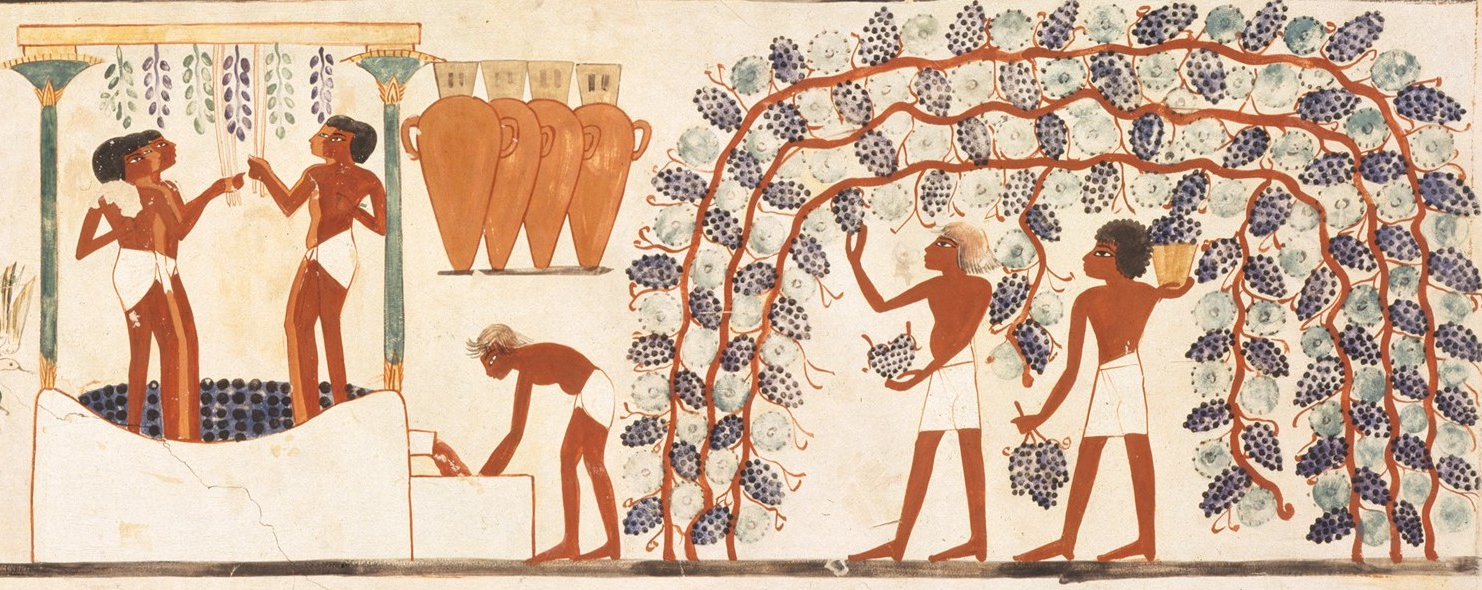
Borkészítés és szüretelés az ókori Egyiptomban
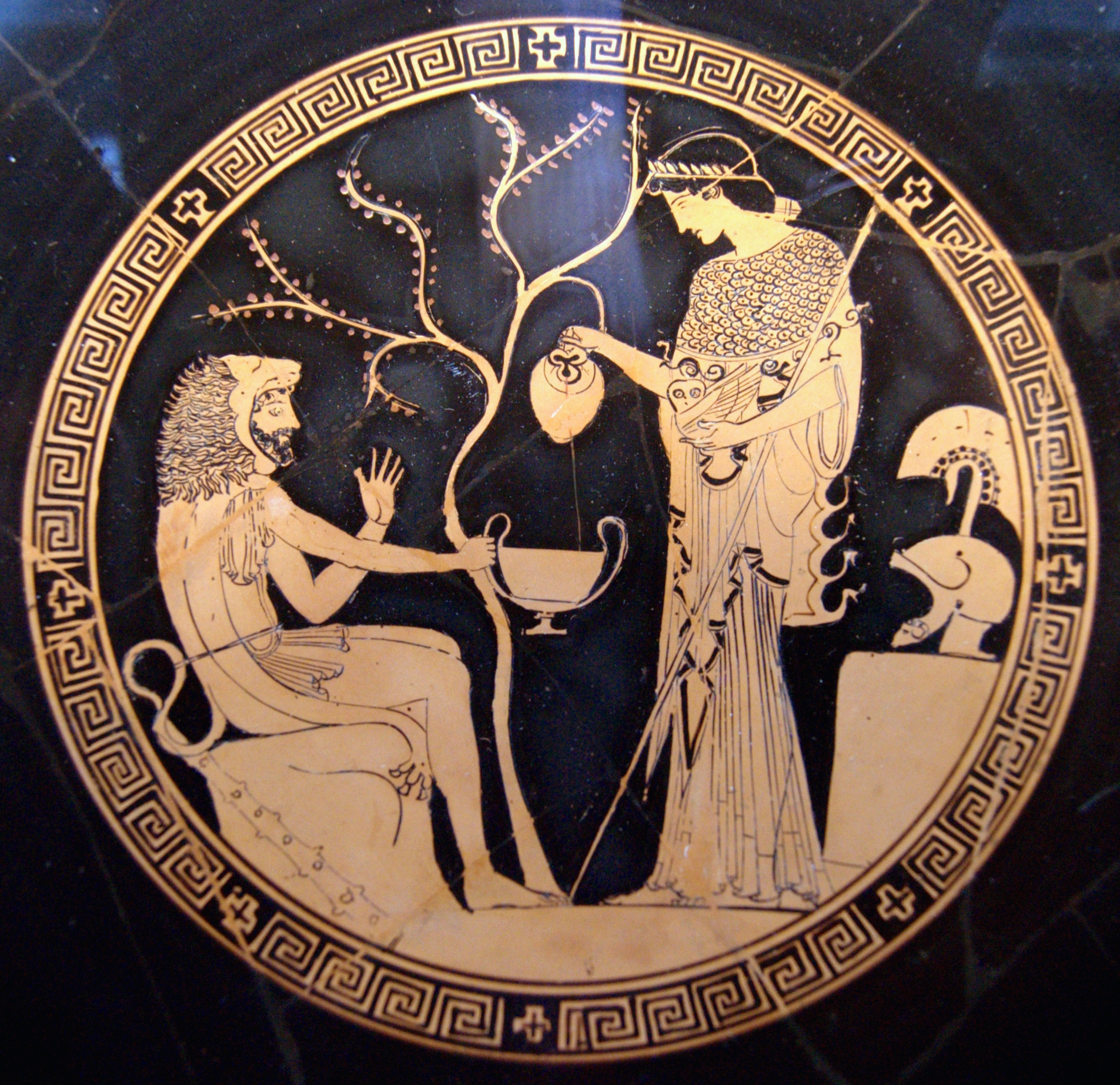
Bor és a görög Istenek, Athéné bort tölt Héraklésznek.

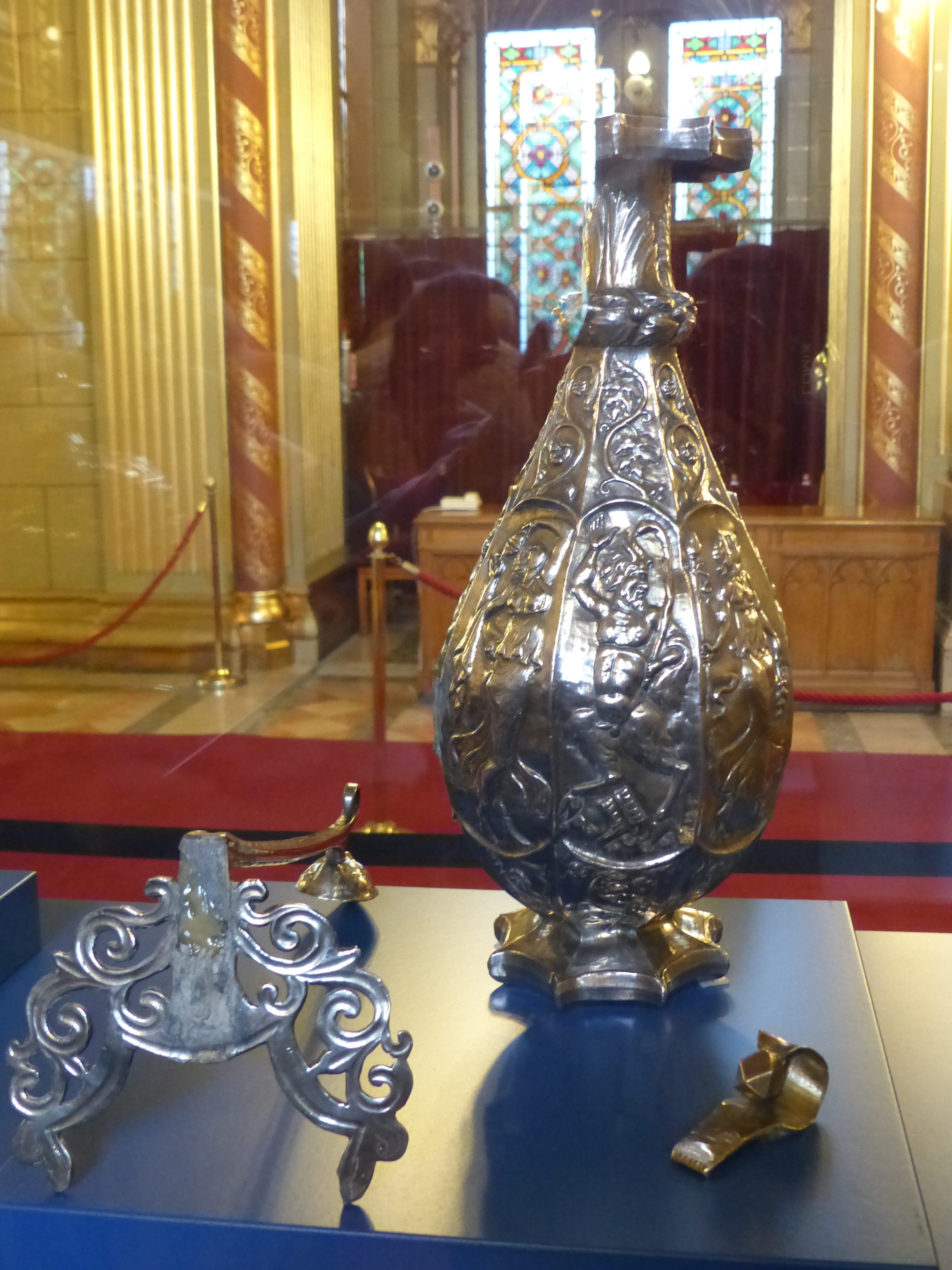
A Dionysos-kancsó, a Seuso-kincs kancsója, ami a díszítése alapján valószínűleg bor töltésére szolgált
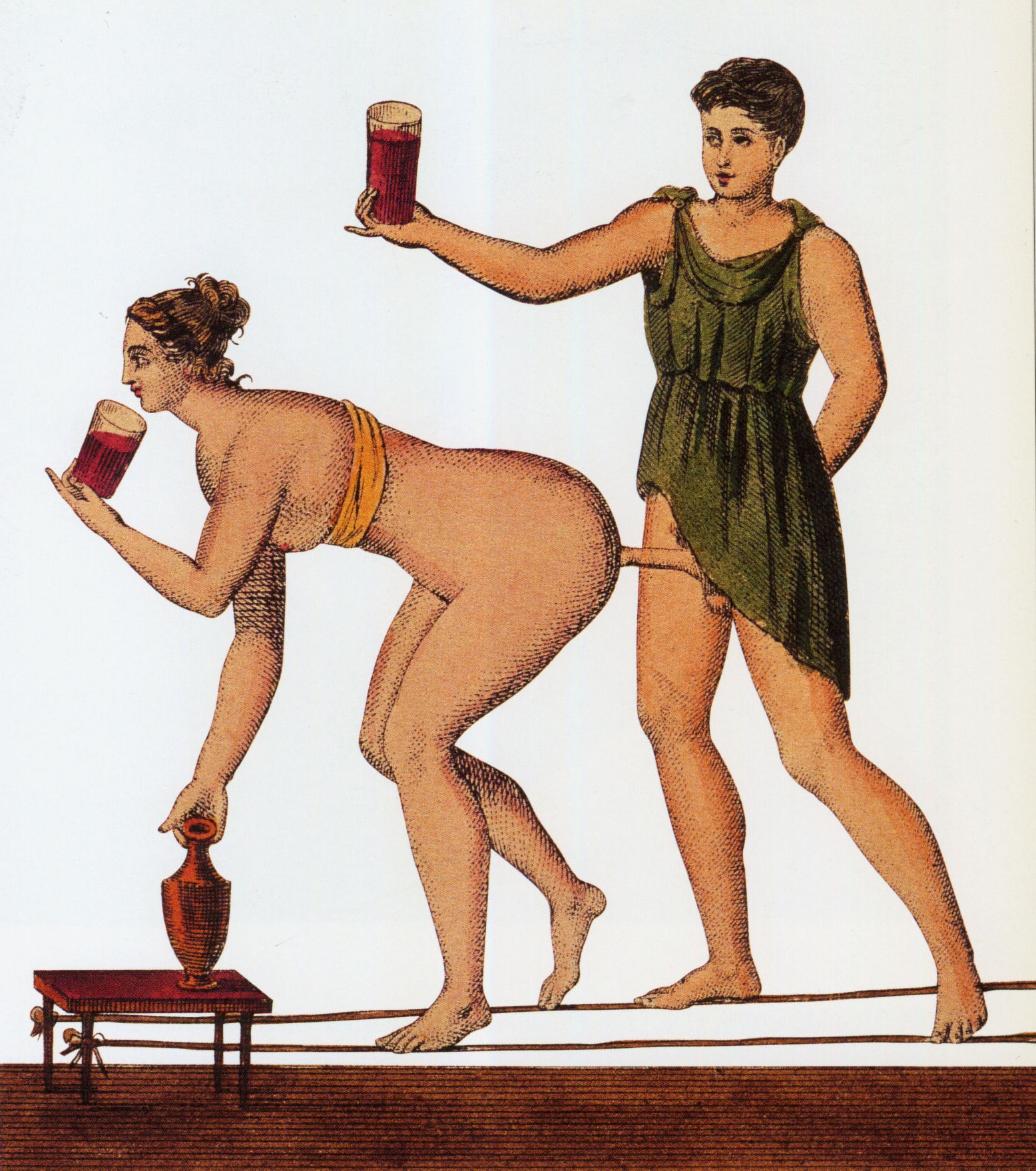
Kézzel festett litográfia, táncosok bort és szex-showt mutatnak be egy orgiában (1836)
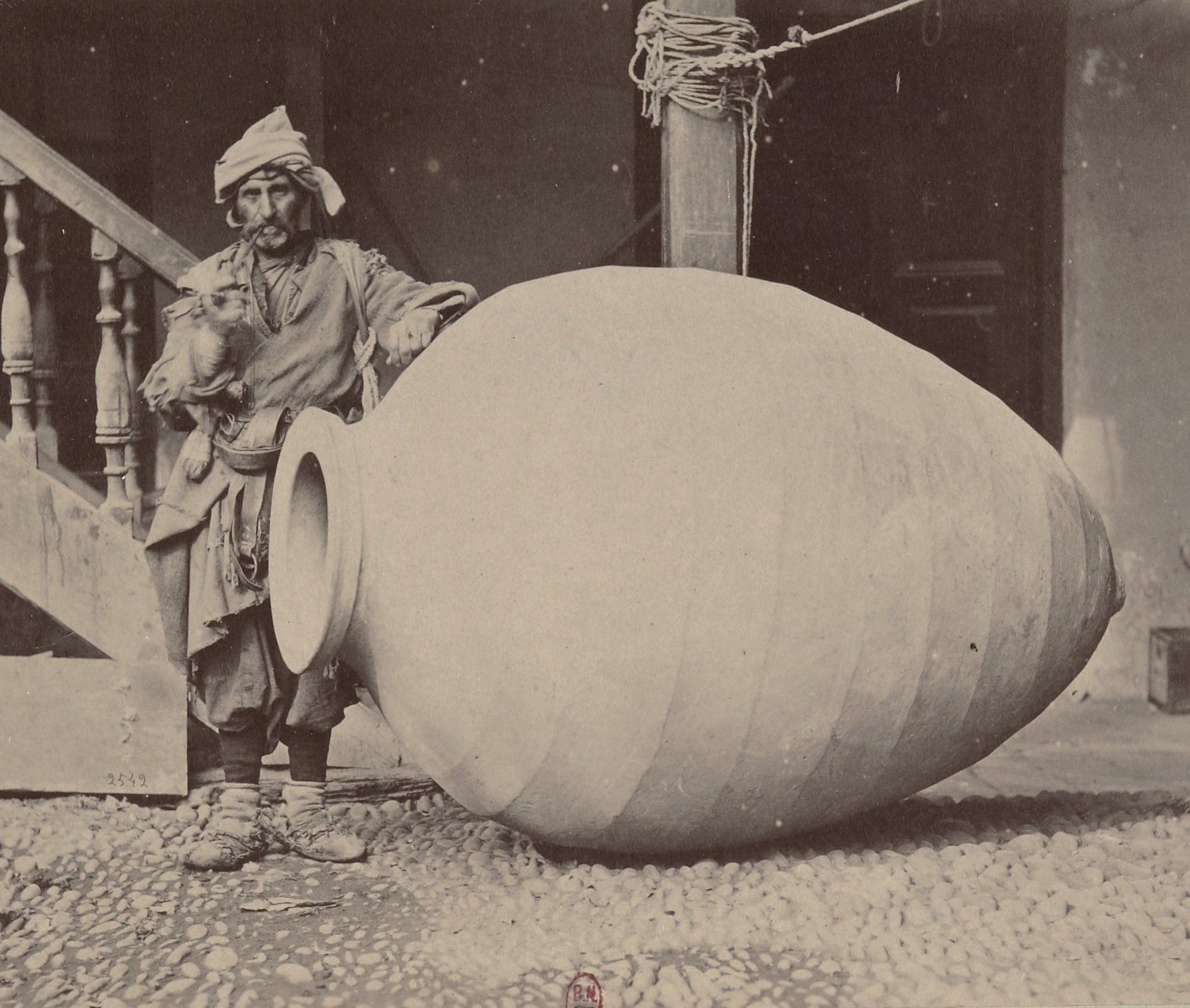
Grúz szőlősgazda és a kvevri edénye, amelyet a szőlőmust erjesztésére használnak ma is[85] (1881)
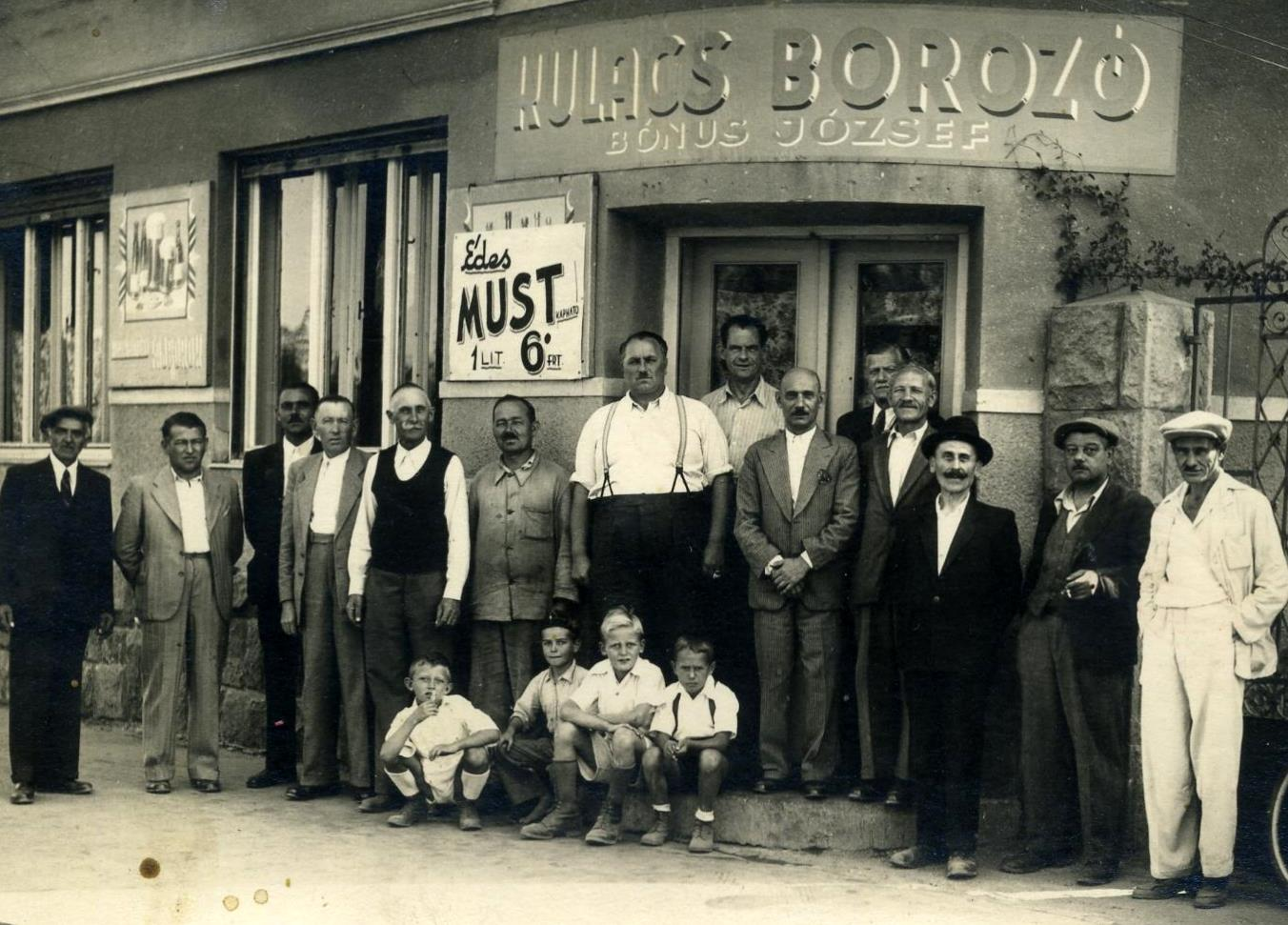
A boron kívül mustot is forgalmazó Kulacs borozó Pestszentlőrincen az 1920-as évek körül

## Termőterületek

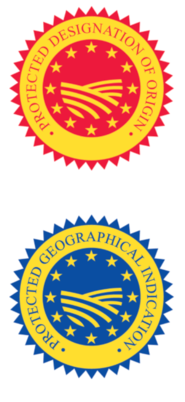
Védett földrajzi árujelzők

A minőségi fajborok meghatározott termőterületről, jogszabályban védett bortermő tájról, azaz egy borvidékről származó, 
fajtajellegét hordozó szőlőből készülnek. A borvidékek területét jogszabály (Magyarországon a szőlőtermesztésről és a borgazdálkodásról szóló 2004. évi XVIII. törvény, az ún. bortörvény) határozza meg. A terület földrajzi neve a földrajzi árujelzők, ezen belül a földrajzi jelzés és az eredetmegjelölés különleges jogi oltalmában részesül.

## A bor készítése
1860-ban Louis Pasteur francia mikrobiológus és kémikus egy kísérletsorozatával az élesztők és a baktériumok példáján keresztül bebizonyította, hogy a mikroorganizmusok önmaguktól nem keletkezhetnek. A baktériumok az okai többek között a bor „betegségeinek” is. Bebizonyította, hogy a bor, melegítés után romlásmentesen eltartható (ez ma a pasztőrözésnek nevezett eljárás). Emile Peynaud francia borász szerint az élesztők fejlődésének feltételei magának az erjedésnek a feltételei. A jól prosperáló, gyarapodó élesztő számára a hőmérséklet megfelelő tartományban tartása, a gazdag energiaforrás biztosítása a must cukraival, valamint az egészséges tápanyagszint támogatása, biztosítja a tökéletes erjedést. Amennyiben a leszüretelt szőlőben minden rendben van és durva permetszerekkel nem gyilkolták le a termőhely élesztőflóráját, akkor az erjedés végbe fog menni.
Amikor a szőlőből kipréselt must erjesztése során a borélesztő a benne lévő összes glükózt és fruktózt feldolgozza alkohollá, akkor természetes módon száraz bor keletkezik, amikor az erjedési folyamatot leállítják (többnyire a mustot lehűtik), ekkor az élesztőgombák idő előtt elpusztulnak és a must teljes glükóz és fruktóz tartalma nem képes alkohollá átalakulni, ilyenkor a bor édes („doux”) lesz. Az édes boroknak ezért gyakran kisebb az alkoholtartalma, mint a száraz („vin sec”) boroknak. Technológiától függően készülnek félszáraz („demi sec”) és félédes (demi-doux) borok is.
A Bortörvény rendelkezése szerint a „mustot és bort a pince- és borhigiéniai követelményeknek megfelelően kell előállítani, csomagolni, tárolni, szállítani és forgalomba hozni úgy, hogy az ital szennyeződésnek, fertőzésnek, romlásnak ne legyen kitéve”.
A borban lebegő seprő, az elhalt élesztősejtek, fehérjeanyagok és egyéb kolloidális – a bor homályosságát okozó apró lebegő szemcsék miatt – a kiforrt újbort a bor fejlődésének összetett sajátosságait figyelembe véve, különféle derítő anyagokkal kezelik. Az erjesztés után megmaradó zavarosság megszüntetése miatt, a derítéshez leggyakrabban használatos anyagok a bentonit, a zselatin, a tojásfehérje, a lefölözött tehéntej, kazein. A borkészítők által használt egyéb anyagok még az aroma, szelektált folyékony vagy száraz fajélesztő, gumiarábikum, fachips, tanninpor, almasav bontó kultúra, színezőanyagok. A fajélesztő és a megfelelő élesztő tápanyagok alkalmazását a biztonságos borkészítést, a minőségorientált irányított erjesztést a mai borászat nem nélkülözheti.
A borkezelések során lépésről-lépésre tisztítják a bort, egészen a megkívánt tisztasági fokozatig. A „tükrösítés” során a bortároló tartályok és hordók alján összegyülemlett üledéket, a sűrű seprőt „fejtéssel” választják el a bortól (dekantálás). A borban maradó lebegő zavarosságokat gravitációs ülepítéssel és szeparálással, a finomabb seprőt derítéssel és szűréssel távolítják el. A bor lépcsőzetes tisztításának sorrendje a nagyüzemekben: fejtés, szeparálás, derítés, szűrés.
Az avinálás során a bor alkoholtartalmát borpárlat hozzáadásával fokozzák. Ha a forrásban levő musthoz adják a borpárlatot, akkor leáll az erjedés, elhalnak az élesztőgombák, és a megmaradó cukor nem bomlik le tovább alkohollá. A magyar bortörvény szerint azonban ez a borászati eljárás nem megfelelő, ezért borhamisításnak minősül.
Nagyobb mennyiségű egységes minőségű bor házasítását azonos fajtán belül végzik úgy, hogy a különböző módon tárolt borokat egy nagyobb tartályban egyenlősítik. Így állítják elő például az Egri bikavért is, több szőlőfajta, esetleg több évjárat boraiból. A házasítás célja a meghatározott összetételű típusborok előállítása, az összetételi hiányosságok megszüntetése és a bor valamely előforduló minőségi fogyatékosságának megszüntetése. A házasított bort cuvée bornak is hívják, az ilyen minőségi bort alkotó szőlőfajtákat a bor címkéjén részarányuk szerint, csökkenő sorrendben tüntetik fel.
A borok tárolásánál szükséges feltétel, hogy sötét, szagtalan helyiségben (pince) kell elhelyezni a hordókat vagy fémtartályokat, megfelelő, lehetőleg állandó 10-14 °C-os hőmérsékletű és optimális nedvességtartalmú levegős helyen tárolják a bort. Amennyiben palackozva történik a bor tárolása, akkor a hagyományos parafa, műanyag vagy üvegdugóval, újabban csavaros kupakkal lezárt borosüvegeket vízszintes helyzetbe fektetve kell elhelyezni.
A bor rendellenes elváltozásait a bor kémia-fizikai vagy gondatlanságból származó hibák vagy gombák, baktériumok okozzák.
Jellemző borhibák:
- Feketetörés
- Fehértörés
- Zavarosodás
- Ecetesedés
- Seprőíz
- Dugóíz
- Faíz
- Szorbátíz

Jellemző borbetegségek
- Barnatörés
- Virágosodás
- Tejsavas erjedés
- Egéríz
- Nyúlósodás
- Záptojásszag[100]

### Tömegbor készítése
A tömegbor olyan asztali minőségű egyszerű bor, amit a mindennapi borfogyasztásra szánnak a borgyártók. Uniformizált, nagy mennyiségben készülő borokat készítenek a gyártók és évről évre ugyanazt az szag- és ízminőséget produkálják a különféle borászati adalékanyagok felhasználásával.
Az ipari bor összetevői:
- szőlő,
- kén,
- enzim,
- tápsó,
- citromsav,
- guargumi, kódja: E 412[102]
- gumiarábikum, (E 414)[103]
- cellulózgumi, kódja: (E 466)[104]
- tanninpor,
- mustsűrítmény,
- aszkorbinsav,
- ammónium-szulfát,
- vegyszermaradványok,
- tiamin-hidroklorid,
- kálium-tartarát,
- polivinil-polipirrolidon(wd), kódja: (E 1202)
- kálium-ferrocianid,
- réz-szulfát,
- karamell,
- kálium-szorbát.[105]

### Konvencionális borkészítés
A szőlő termesztését és a minőségi autentikus tájbor előállításának legfontosabb szabályait a világ legtöbb országában törvényileg szabályozzák (Magyarországon a 2004. évi XVIII. törvény és a kapcsolódó rendeletek).
A szőlőtermelés őshazáját a mai Törökország, Irán és Örményország területén kereshetjük, az itt élt ókori földművelő népek már több ezer évvel ezelőtt termelték az apró bogyójú ligeti szőlő (Vitis vinifera L. ssp. sylvestris (C.C. Gmel.) Hegi) gyümölcsöt termő változatait. Az eddigi kutatások szerint a hosszú, 2-3 ezer éves termesztés és borkészítés eredményeként, a ligeti szőlőből fejlődött ki a változatos színű, alakú, nagyobb bogyójú bortermő szőlő (Vitis vinifera). Az ókori borászok lábbal taposták ki a mustot a szőlőbogyókból, majd agyagból, kőből készített amforákban erjesztették a szőlőlevet és a kész bort hosszabb időn keresztül tárolták is ezekben az edényekben. Az amforákban és borostömlőkben távolabbi vidékekre is szállíthatták a tengeri hajóikon. Az amforák egészen a 7. századig a legnépszerűbb tárolóedények közé tartoztak. A borkereskedelem segítségével az ókori világ népei és kultúrái szorosabb kapcsolatba tudtak kerülni egymással.
A mai borkészítők a taposás helyett a leszüretelt szőlőfürtöket összezúzzák, hogy a préselés minél könnyebb legyen. Újabban szőlődarálót vagy bogyózógépet használnak, főként a vörösbor előállításánál. A szőlő levét, a mustot, préseléssel választják el a szőlő szilárd részeitől, azaz a törkölytől. A mustot hordókba töltik, ahol élesztőgombák hatására alkoholos erjedésnek indul. Az erjedés befejeztével a bort átfejtik tiszta hordókba, hogy a hordó alján leülepedett seprőtől elválasszák.
Vörösbor esetén az erjesztés „héjon” történik, kádakban vagy speciális vörösborerjesztő acéltartályokban (körfejtéses, Ganimede, …). Ezalatt a keletkező alkohol hatására a kékszőlő héjából a színezőanyagok kioldódnak. A préselés az erjedés végén történik meg. Ha a kékszőlőt nem a héján erjesztik, hanem azonnal préselik vagy rövidebb ideig a héján áztatják, akkor világosabb színű rozé bort kapunk. Rozé borok készítéséhez bármely kékszőlő fajta felhasználható. A kékszőlő rövidebb idejű (24-48 óra) héjon áztatásával készítik a siller bort.

### Biodinamikus borkészítés
A biodinamikus módon megművelt szőlő termőterületek minősítését is a Demeter International, a világ 50 országának több ezer farmgazdaságát tömörítő, hivatalosan bejegyzett világszervezete végzi. A Demeter a biodinamikus gazdaságokból származó termékek védjegye.
A Föld sokkal több, mint holmi szilárd test a lábunk alatt, hiszen valójában több száz kilométerre a fejünk fölött is folytatódik. A Földnek ebben a kevésbé látható tartományában zajlik le egy sor olyan kölcsönhatás, amely igaz kapcsolatot teremt a ténylegesen a Föld részét jelentő dolgok és azon dolgok között, melyek nem földi törvényeknek engedelmeskednek. Ezen a láthatatlan szövőszéken készül az anyag és az élet törvényeit összefésülő szövet.
Amikor a szőlész-borász, kemikáliák alkalmazása nélkül, csak a természet adta eszköztárral, a szőlő saját immunrendszerének megerősítésére a betegségmegelőzésre törekszik, azt a szakirodalom biodinamikus gazdálkodási módszernek nevezi. Az így dolgozó szőlész és borász a bor spontán erjedésének és a hosszú fahordós érleléssel stabilizált boroknak a híve. Fontos szempont, hogy arra kell törekednie a borkészítésnél, hogy a fajtajelleg a fajtaborok esetében egyértelmű legyen. Különféle természetes szereket használnak a biodinamikus módon gazdálkodók (pl. szarvasbika hólyagjában erjesztett egérfarkfű virága), de a „hagyományos” védekező szerek, mint például a Bordeauxi keverék alkalmazása (mész, réz szulfát és víz) vagy akár a kén használata kis mennyiségben azért engedélyezett. A szőlő legnagyobb ellensége, a szőlő-peronoszpóra ellen, permetszerként lúgos kémhatású narancsolajat is használnak.
A borok természetességének és egyediségének megőrzése érdekében a biodinamikus borkészítők tartózkodnak az alábbi eljárások használatától:
- fordított ozmózis,
- vákuumos lepárlás,
- mesterséges szőlő fagyasztási eljárások.[116]

### Képgaléria a borkészítéssel kapcsolatosan

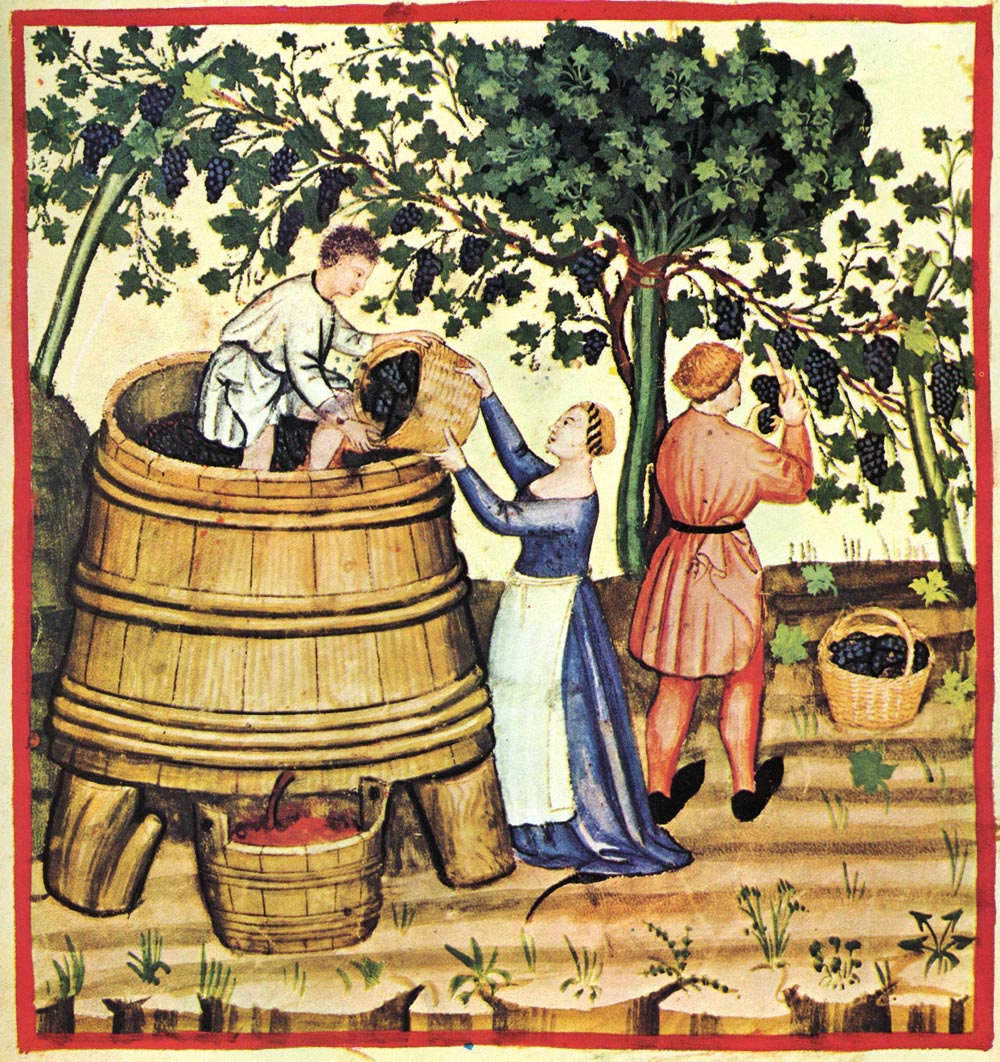
Szüret középkori ábrázolása
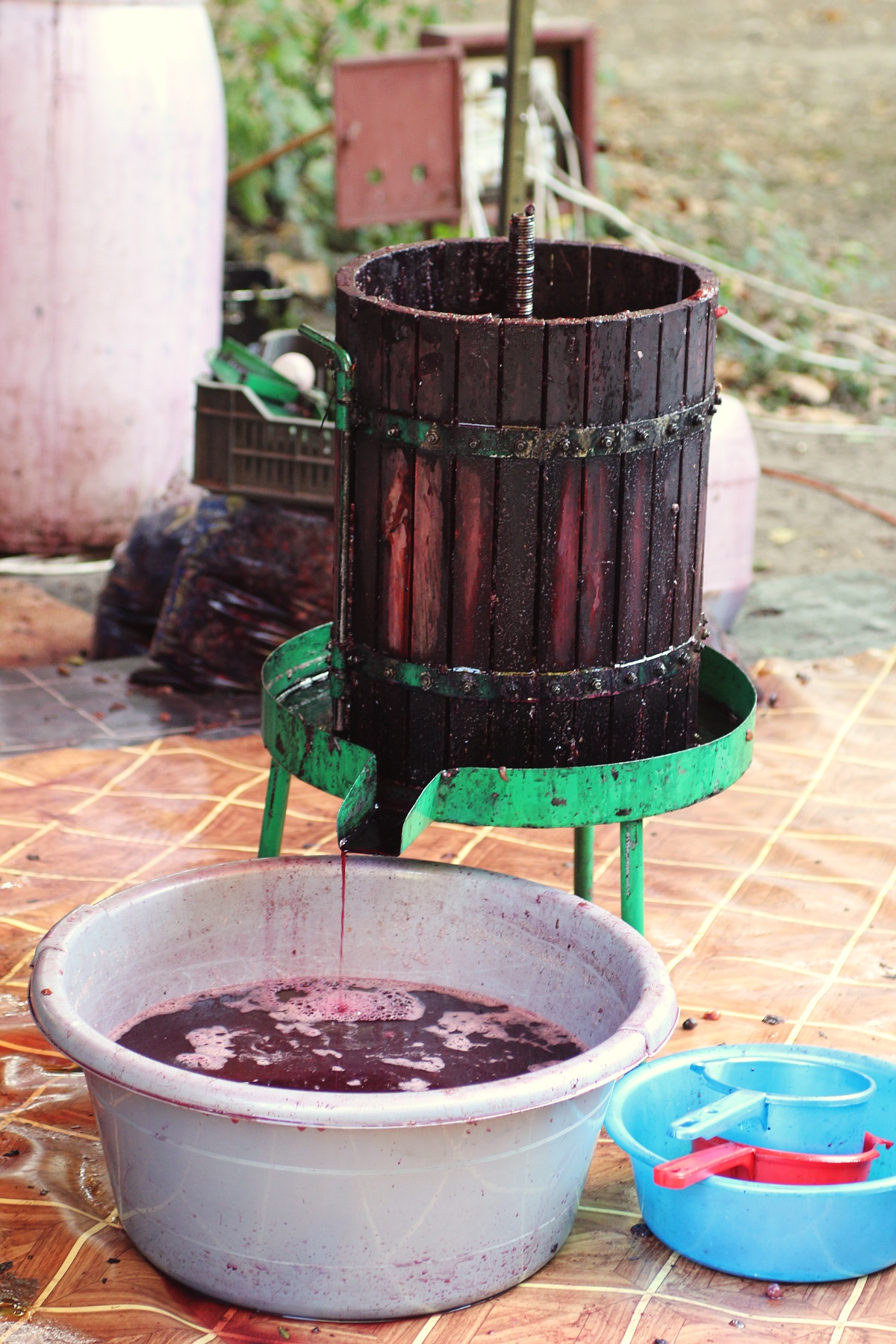
Must készítése
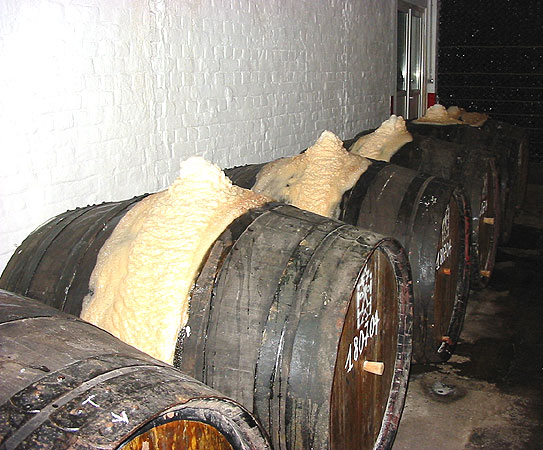
Spontán erjesztés fahordókban
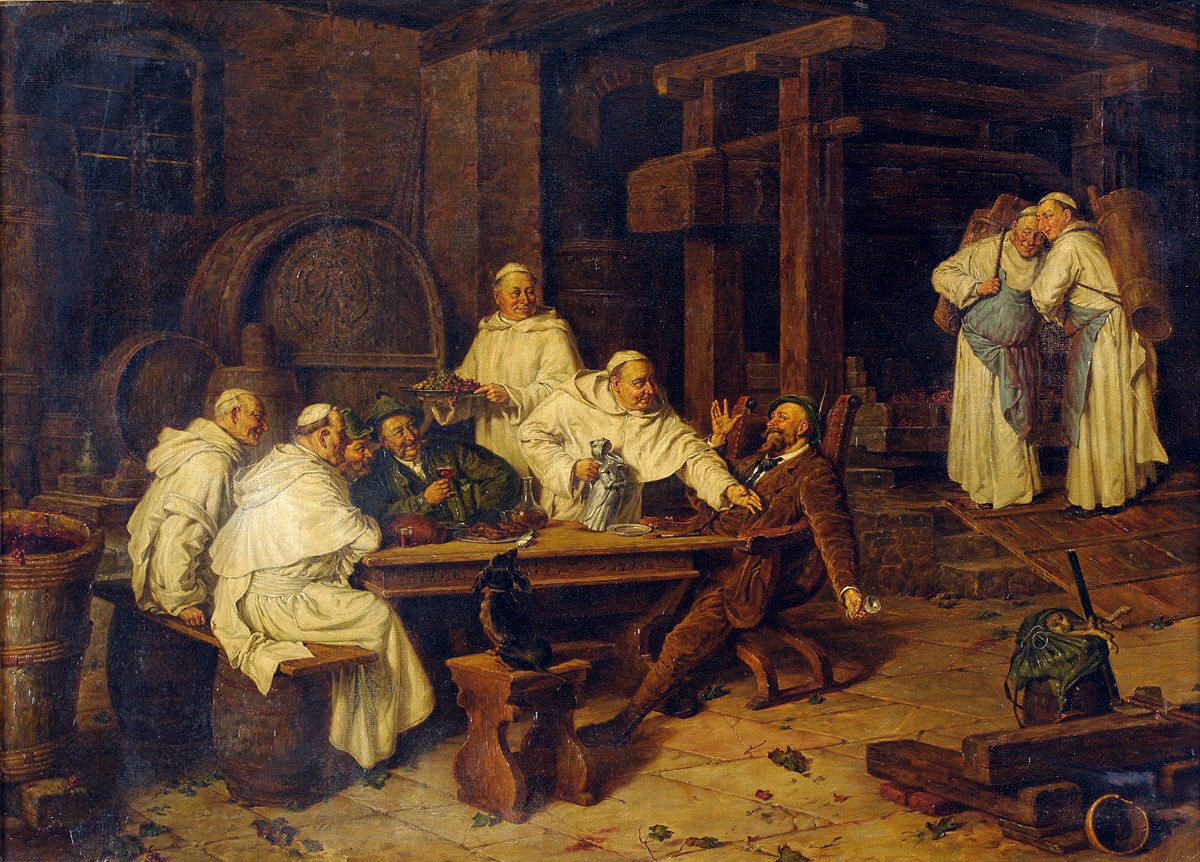
Borkóstolás, 19. századi festmény

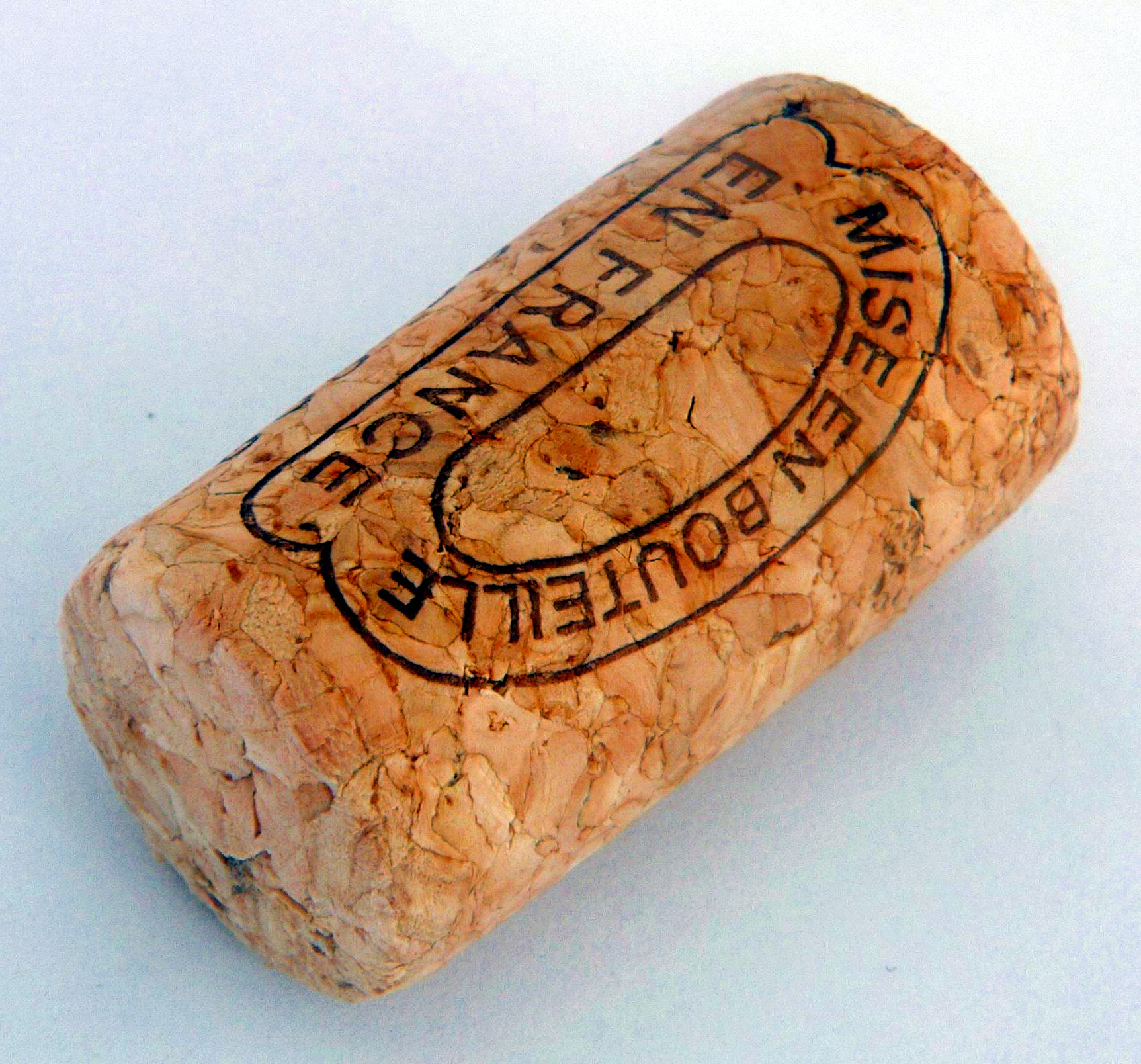
Hagyományos parafadugó
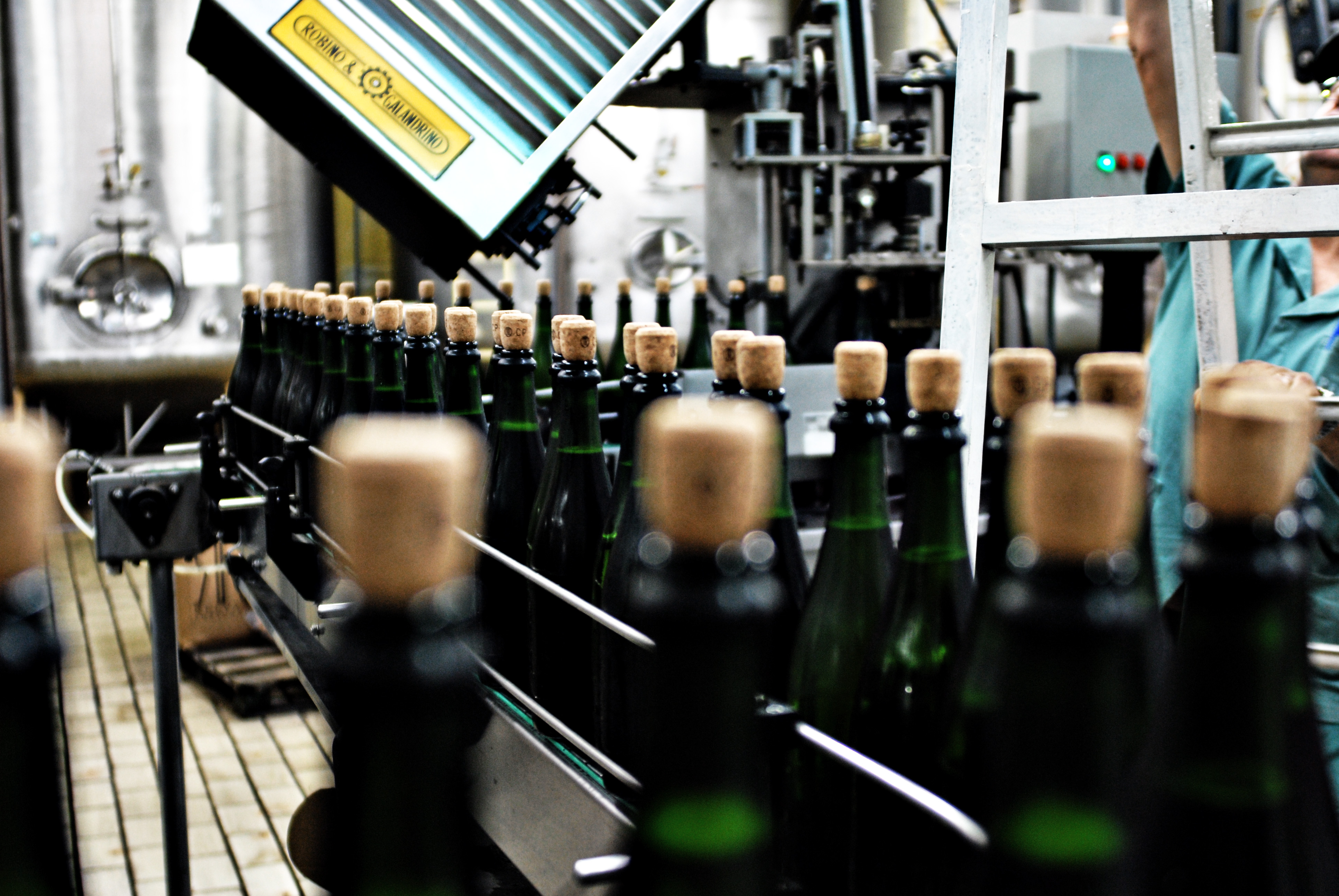
Borospalackokat dugaszol a palackozó gép
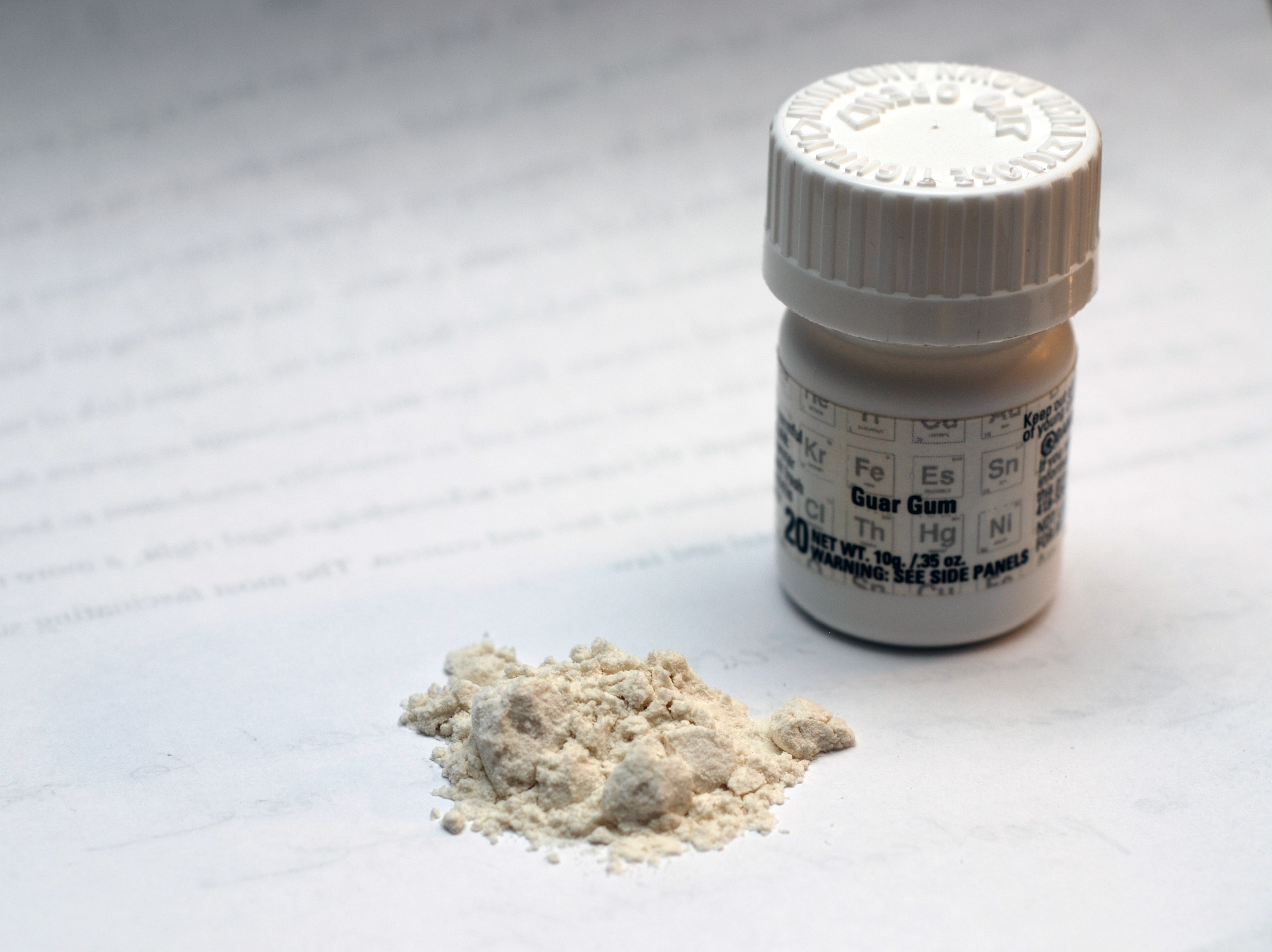
Borászati adalékanyag, a guargumi

## A bor összetevői
Az éves csapadékmennyiség határozza meg a szőlőtermés (és így a bor) mennyiségét, a napsütéses órák száma pedig a szőlő sajtolásakor nyert édes, zavaros folyadék, a must (latinul vinum mustum) glükóz és fruktóztartalmát. A bor természetes úton nem tartalmazhat szacharózt, mert a bor esetleges cukortartalma lényegileg glükózból és fruktózból áll. Normál érettségű szőlőben és a mustban a glükóz és fruktóz aránya közel azonos. A szőlőtermés értékét elsősorban a must cukorfoka szabja meg, ezért többnyire akkor szüretelik, amikor a szőlő teljesen megérett, Magyarországon a szőlőfürtöket általában szeptemberben és októberben szedik le a tőkékről, az aszúszőlőt később. Szent Mihály-nap szeptember 29-én szüretkezdő nap volt. Erdélyben és a Dunántúlon Terézia (október 15.), a Balatonon és Kőszeg környékén rendszerint Orsolya (október 21.) napján kezdődött a szőlőszedés.
A szőlőbogyó a szőlő egyik legfontosabb cukorfelhalmozó szerve. A cukor felhalmozódása lassan megy végbe. Az érés alatt néhány hét időszakra korlátozódva a cukortartalom hirtelen megnő és glükóz illetve fruktóz alakjában halmozódik fel. A redukáló cukrok és szacharóz kisebb molekulájú cukrokra bomlik. A szőlőbogyóban csak nyomokban található. Az erjedés lejátszódhat spontán módon, és fajélesztők segítségével irányított folyamatként.
- A szőlőből préselt must összetevői:
  - Szénhidrátok
  - Szerves savak
  - Ásványi alkotórészek
  - Nitrogéntartalmú anyagok
  - Viaszok, olajok, zsírok
  - Polifenolok, színanyagok
  - A szőlő és a must aromaanyagai
    - Íz-szaganyagok kémiai csoportosítása
      - Aldehidek és ketonok, acetálok
      - észterek
      - laktonok és más oxigéntartalmú heterociklusos vegyületek
      - terpének és oxigénszármazékaik
      - nitrogéntartalmú vegyületek
      - kéntartalmú aromák
      - polifenolok[128]

  - Vitaminok és enzimek[129]
- Alkohol: A borok alkoholtartalma Spiritus vini általában 8,5-14% között mozog. De vannak ennél alacsonyabb és magasabb alkoholtartalmú borok is. Az élesztőgombák 16,5% alkoholtartalom felett elpusztulnak, ezért ennél nagyobb alkoholtartalmat hagyományos erjesztéssel nem lehet elérni. Az alkoholnak a savak mellett konzerváló szerepe is van. Az alacsony alkoholtartalmú borok nehezebben eltarthatóak és hajlamosabbak a borbetegségekre. A bor alkoholtartalmának hivatalos mértékegysége a M° (Malligand fok).[130][131]
- Cukor: A mustban lévő cukor (glükóz és fruktóz) az élesztőgombák hatására alakul át alkohollá. Az erjedés sohasem tökéletes, ezért valamennyi cukor mindig visszamarad a borban. Ha sok, akkor édes a bor, ha kevés, akkor száraz. A maradék cukor mennyisége, a bor édessége az erjesztéssel befolyásolható.
- Savak: Különféle szerves és szervetlen savak, amelynek túlnyomó részben borkősav. A borkősav mennyisége 1–5 g/l. A bor második legfontosabb sava az almasav. A szájban éles, húzós érzetet kelt. Mennyisége borban 0–8 g/l, ahol a 8 g/l kiugróan magas érték. Az éretlen szőlőben több, az érettben kevesebb az almasav. Minden vörösbor és néhány fehérbor esetében az almasav baktériumok hatására tejsavvá alakul. A tejsav vajhoz hasonló aromát kölcsönöz a bornak. Kevésbé éles ízű, mint az almasav, így a fenti átalakuláson átmenő borok puhábbak a szájban. A túlzott vagy nemkívánatos tejsavtartalom ugyanakkor borbetegséghez vezet. A szőlőben, természetes állapotában tehát tejsav nem, hanem csupán borkősav, almasav továbbá bizonyos mennyiségű citromsav található.
- Csersav vagy tannin: A szőlő héjában, a fürt kocsányában és a szőlőmagban lévő vegyület. Jellegzetesen fanyar ízt ad a bornak. A kékszőlő héjon áztatása és erjesztése miatt sokkal nagyobb mértékben kerül be vörösborba, mint a fehérbe. A vörösbor készítésekor a kékszőlőből bogyózással eltávolítják a kocsányt, hogy ezzel is csökkentsék a bor csersavtartalmát. Alapvetően befolyásolja a bor ízét.
- Glicerin: A cukor erjedése során keletkező szerves vegyület. A bor „testességét” befolyásolja.
- Víz

A bor összetevői határozzák meg a bor ízét, a szakemberek számára is nehezen meghatározható komplex ízhatás egyik legfontosabb eleme a bor édessége. A borban érezhető édesség mértékét azonban nem mindig az erjesztés után megmaradó cukrok határozzák meg, hanem a cukor, az alkohol és az extrakt anyagokból (a bor szárazanyag-tartalmából) származó édesség együttesen. Ezek azok az összetevők, amelyek együtt képezik a borban kialakult savak (a savak teszik eltarthatóvá a bort, ha egy bor savszegény, akkor lapos és fáradt érzetet kelt) ellenpólusát, amit kerekségnek neveznek. Az ízleléskor ellenőrzött kortyban az érezhető ízharmónia három tényező egyensúlyának érzékszervi tulajdonsága adja: sav-édesség-alkohol, vörösborok esetében ezeken kívül a tannintartalom is.
A borok spontán vagy irányított alkoholos erjedése során keletkező egyik meghatározó összetevője az alkoholtartalma, ami 11% alatt számít gyenge alkoholtartalomnak, 12-13% között átlagos – elsősorban fehérborokra vonatkozóan, vörösboroknál ez az érték magasabb, 14% felett pedig már magas az alkoholtartalom.

## A borok hagyományos csoportosításai

### Készítési eljárás szerint

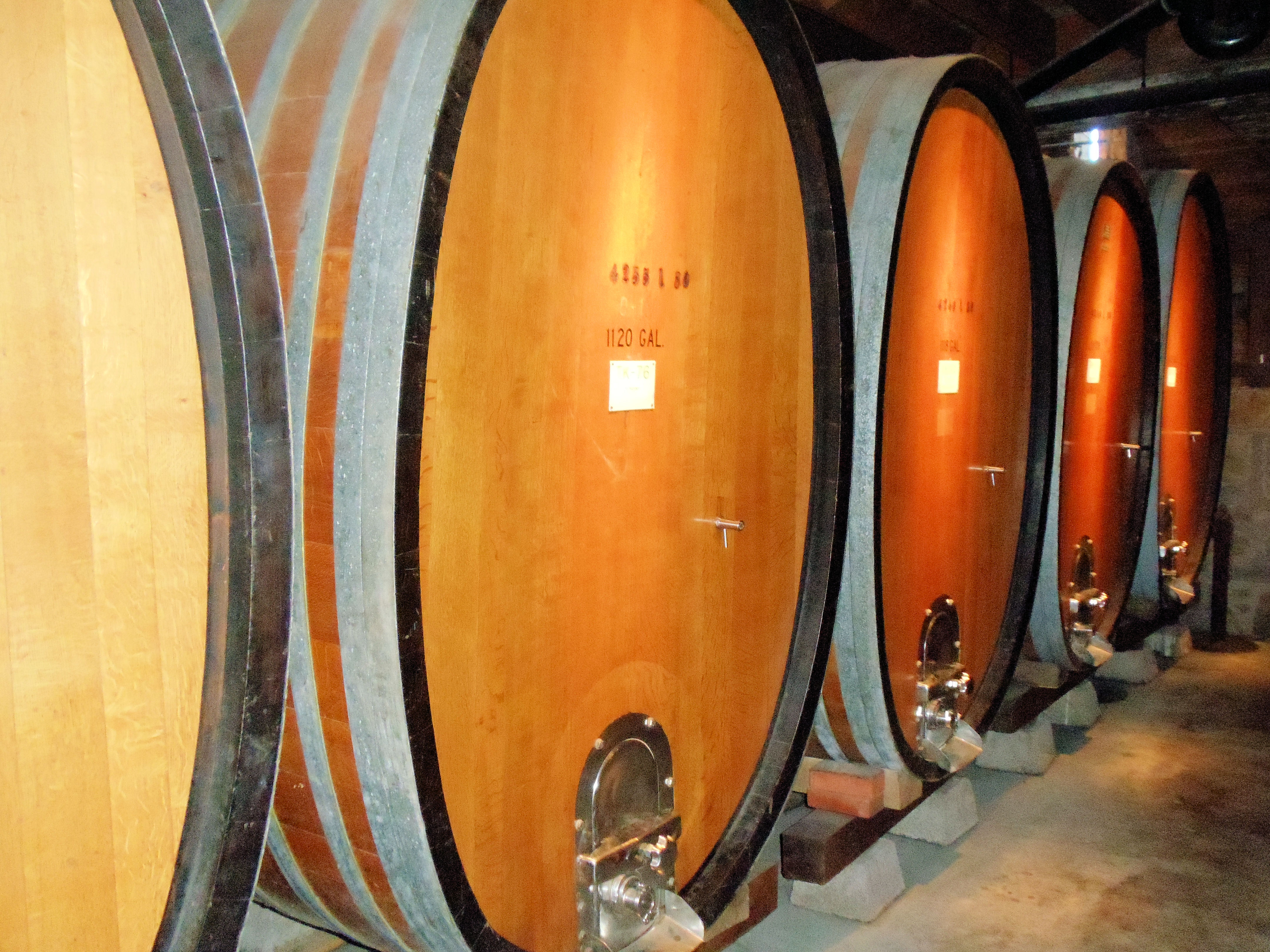
Óriási boroshordók egy kaliforniai pincészetben

- aszúbor: részben aszúszőlőből készült bor
- barrique (vagy barrikolt bor): kiégetett tölgyfahordóban érlelt bor.
- cuvée (vagy vegyes bor): többfajta szőlőből készült bor.
- egyszerű fajbor: egyféle nemes szőlőfajtából, hagyományos eljárással készült bor.
- jégbor: fagyott szőlőből készült bor
- pezsgő: a bort a tirage-likőrrel (élesztő és cukor) vegyítik, a bor második érése pedig az újra lezárt pezsgőspalackban megy végbe

### A borok színe szerint
A fehér és vörös boroknál a szakemberek általában négy alapszínt és azok különféle árnylatait különböztetnek meg. Érdekesség, hogy Franciaországban a rozé és a siller bort nem különítik el egymástól, habár színben és karakterében különbözőek.
- Fehér: fehér szőlőből készül, a halványtól a sűrűnek tetsző aranyló-méz árnyalatig.
  - halvány zöldes szalmasárga
  - citromsárga
  - érett szalmasárga
  - aranysárga
  - olajzöld (olíva)
  - borostyán sárga[22]
- Rosé („rozé”): a rózsaszín vagy rózsás különböző árnyalatai, vörös szőlőből készül, úgy, hogy a mustot nem hagyják olyan sokáig állni a ledarált szőlőn, mint a vörösbor esetében.
  - lilás-rózsaszín
  - tiszta rózsaszín
  - narancsos rózsaszín
  - hagymahéj színű
  - lazac-piros[22]
- Siller: csak kékszőlőből készülhet. A vörösborokra jellemző tulajdonságú, kevésbé mélyvörös, érezhetőbb szagú és nem savas bor. Egyéb nevei: piros bor, kástélyos bor, kastélyos, fuchsli[138] vagy fuxli.[139] Kétféleképpen készíthető:

- Régi módszer szerint: a siller története, az 1874 és 1914 között pusztító filoxéra (szőlőtetű) vész előtt a kék és a fehér szőlőt együtt ültették, együtt is szüretelték és préselték, így kapták a sillerre jellemző színt, mely se nem vörös, se nem fehér.
- Új módszer szerint: a könnyedebb, érezhetőbb szagú, vörösbort adó fajtákból készítik (pl.: Kadarka, Menoir, Pinot noir és a Kékfrankos). Úgy készítik, mint a vörösborokat, csak az erjesztés során nem várják meg, hogy a kékszőlő héjából teljesen kiázzanak a csersavak, az ízek és a színek, hanem a borász ízlésének megfelelő pillanatban préselik ki, amikor a bor színe még csak közelít a vörös felé.

- Vörös: a vöröstől a mélybordóig terjedő árnyalatok. Kékszőlőből készül, a must sokáig a ledarált, kipréselt szőlőszemeken marad.
  - bíbor
  - közepes bíbor, rubin széllel
  - közepes rubin
  - halvány rubin
  - gránát
  - halvány tégla[22]

#### A borok négy alapszíne

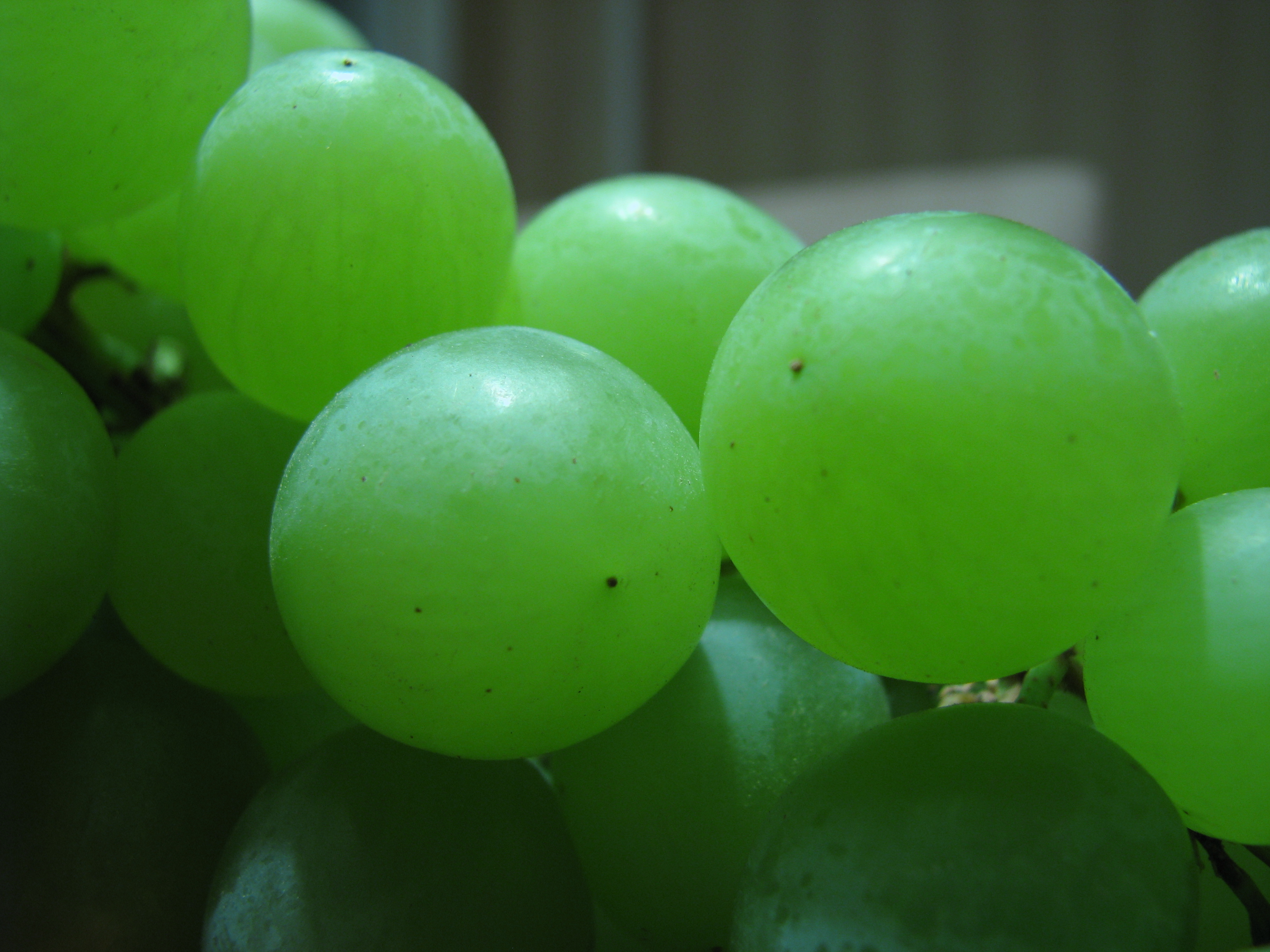
Fehér
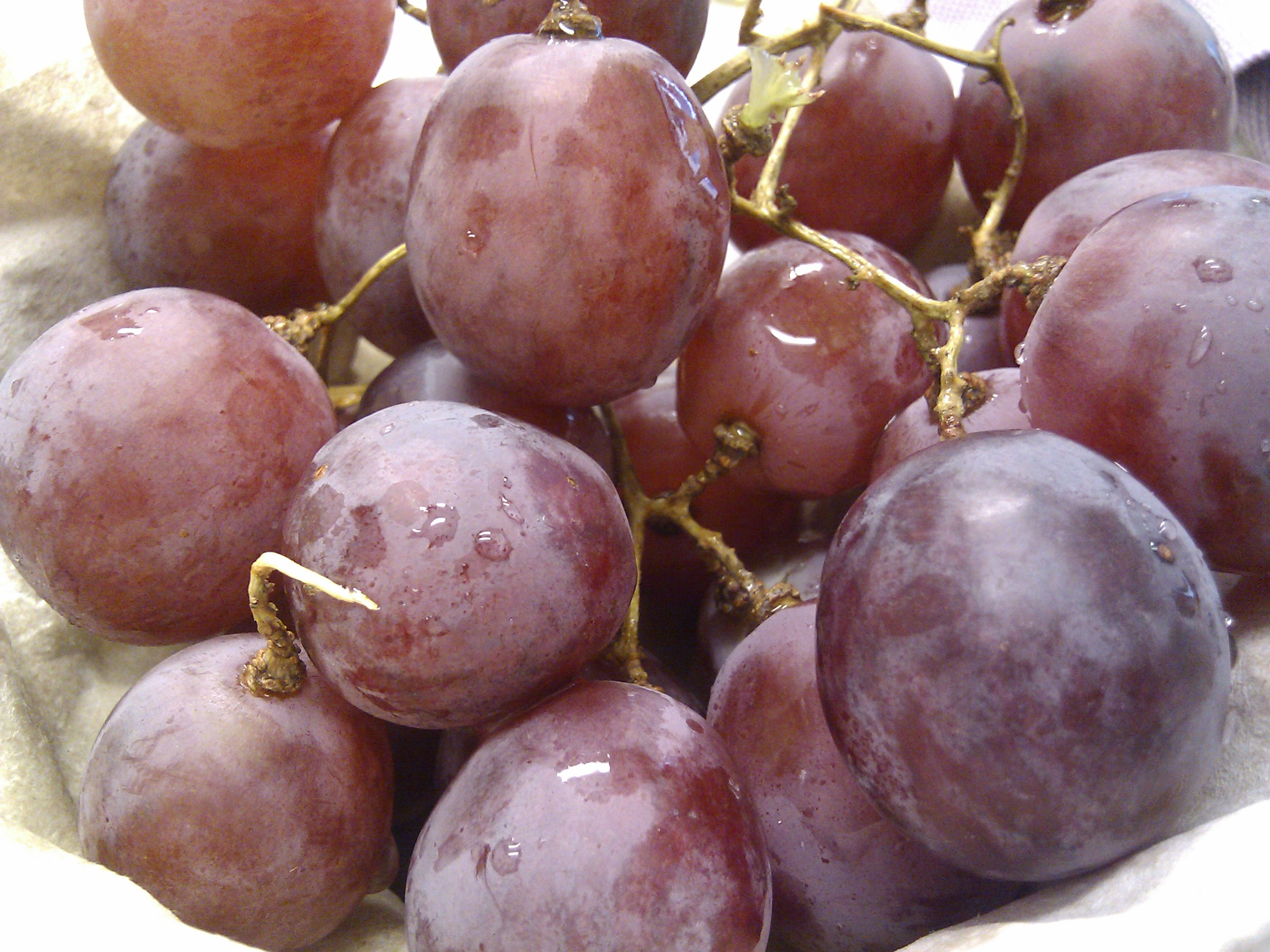
Rozé a rózsaszín vagy rózsás különböző árnyalata
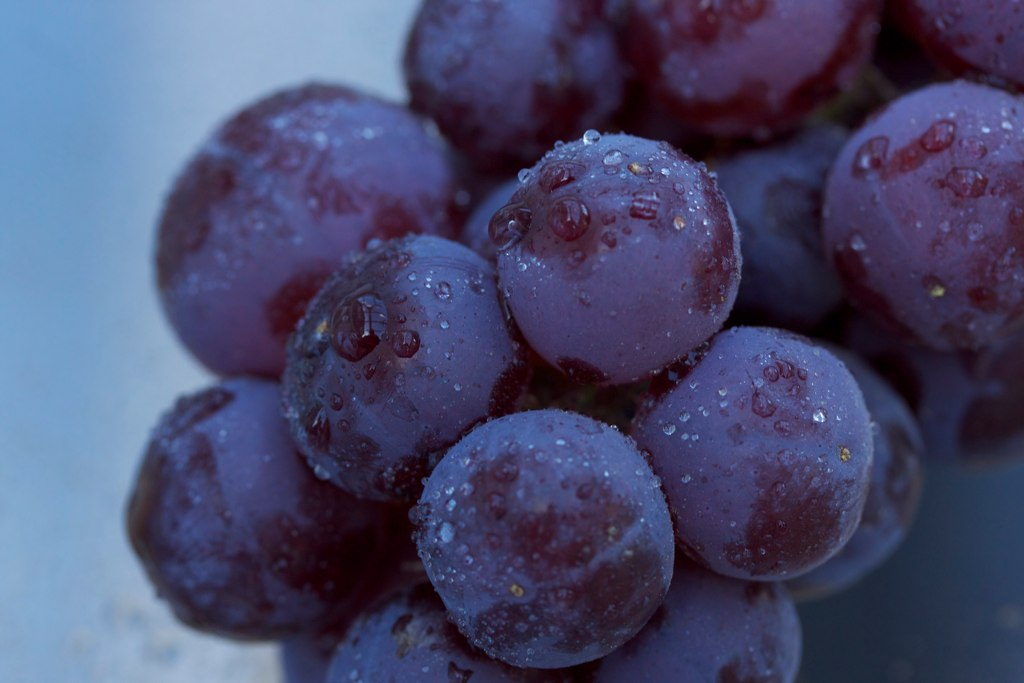
A Siller színtartomány a rozénál sötétebb, a vörösnél halványabb
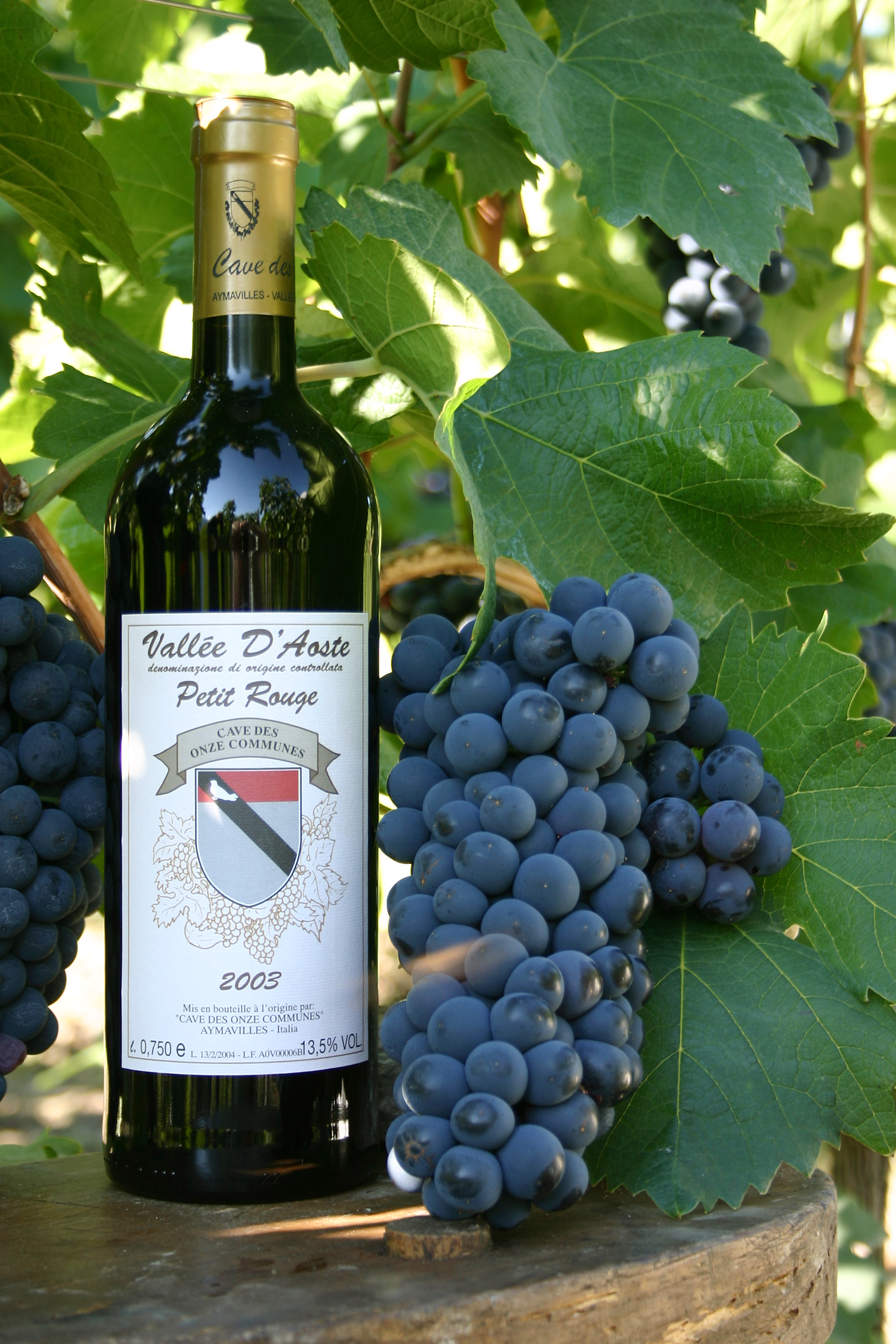
Vörös

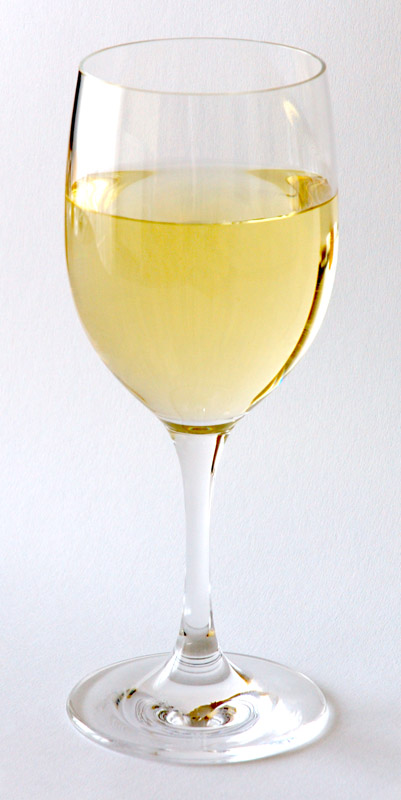
Fehérbor
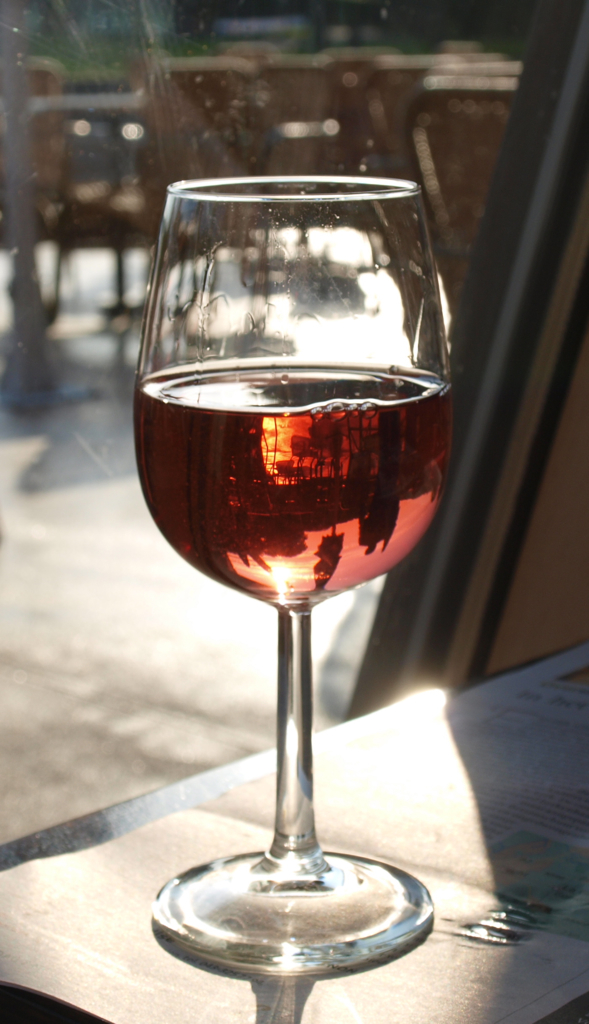
Rozébor
Vörösbor

### A borok glükózban és fruktózban kifejezett cukortartalma szerint
A borokat a cukortartalom függvényében az alábbi kategóriákba sorolják a bortörvény szerint.
- Száraz: <4 g/l – a bor cukortartalma kevesebb mint 4 g/l vagy legfeljebb 2 g/l-rel haladja meg a borkősav g/l-ben kifejezett, titrálható savtartalmat, de legfeljebb 9 g/l lehet.
- Félszáraz:4-12 g/l – a bor cukortatalma 4-12 g/l között van vagy legfeljebb 4 g/l-rel haladja meg a borkősav g/l-ben kifejezett titrálható savtartalom kétszeresét, de legfeljebb 18 g/l.
- Félédes: 12-45 g/l
- Édes: >45 g/l[141]

A desszertbor elnevezés nem a cukortartalomra utal, hanem arra, hogy jól keretezi az étkezést: elsősorban desszertek mellé fogyasztják őket, illetve a szárazabb fajtákat mint étvágygerjesztőt, aperitifként az étkezés előtt. Alkoholtartalmuk magasabb a szokásosnál, 14–25% között változik, általában az erjesztés közben borpárlatot adagolnak hozzájuk (likőrborok). Jellemző még rájuk a hosszas, fahordós érlelés. (Desszertbor pl. a: jégbor, sherry, tokaji aszú,portói, madeira.)

### Egyéb csoportosítás
A szakértők megkülönböztetnek óvilági stílusú és újvilági stílusú borokat. Ezeket a földrajzi és a kémiai paramétereik, az érzékszervi jellemzőik, a technológiai és a piaci hátterük különbözteti meg egymástól. A szakértők a hagyományos „óvilági” borkészítést gyakorta az európai országok borászatával szokták azonosítani, a bor gyártása pedig szerintük az „újvilági” országok Amerikai Egyesült Államok, Ausztrália, Chile, Dél-afrikai Köztársaság borászatait jellemzi. Rajtuk kívül még külön csoportosítják a „feltörekvő” bortermelő országokat is, mint például Törökország, Észak Afrika országai és Marokkó, Egyiptom, Izrael, Libanon. Jellemző a borital termelésében és kereskedelmében történő gyors változásokra, hogy az Egyesült Államok felszólította az INAO-t, a francia eredetvédelmi hatóságot, hogy kereskedelmi szempontoknak engedve tegye lehetővé a borok por alakban történő szállítását.
Az Európai Unió borreformja nyomán 2009. augusztus 1-jétől az alábbi eredetvédelmi kategóriákat különböztetnek meg:
- földrajzi jelzéssel ellátott borászati termékek:
  - a) oltalom alatt álló eredetmegjelöléssel ellátott borászati termékek (OEM),
  - b) oltalom alatt álló földrajzi jelzéssel ellátott borászati termékek (OFJ)
- földrajzi jelzés nélküli borászati termékek (FN)[145]

## Borok minősítése
A bor esetében a legkorszerűbb analitikai eljárások sem helyettesíthetik az emberi érzékszerveket, az agyban a bor egészéről, harmóniájáról kialakuló képzetet és minősítő bírálatot.

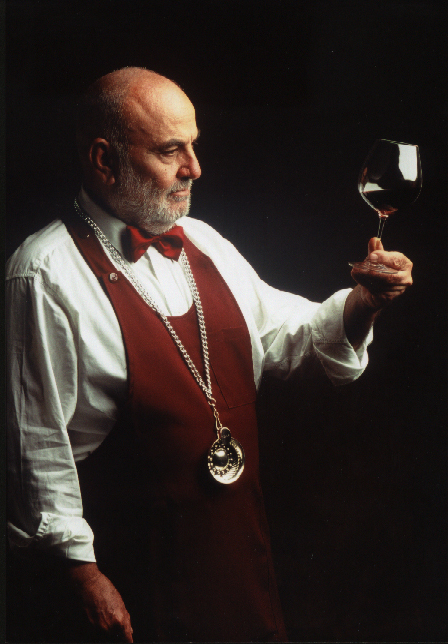
Borszakértő tracionális öltözetben munka közben, a sommelier feladata volt, hogy a király számára a bort előkóstolja. Később a sommelier-k fokozatosan élelmiszer beszállítók, majd előkóstolók lettek.

A szőlő termelésére kedvező területeken, majd a bortermelés (a bortermő szőlő) terjedésével ezért ez az ital jelentős szerepet kapott nemcsak a gazdasági, hanem a mindennapi életben, s mint ilyen, kultikus szerepe lett áldozatbemutatásoknál és szertartások alkalmával is. Az ókorban a jó ivó- és forrásvíz meglehetősen ritka volt, így a (higiénikus) folyadékpótlást más módon kellett megoldani.
A borok szigorú érzékszervi bírálati követelményeire és osztályozására már ekkor szükség volt, amiről a római Marcus Porcius Cato Maior feljegyzéseiből tudunk, melyben leír néhány borhamisítási „recept”-et, illetve miképp ismerhető fel a vizezett bor, továbbá Varro és Columella írásaiból, melyekből megtudhatjuk, hogy az úgynevezett „óbor” (érlelt bor) már akkor is magasabb áron kelt el, nagyobb volt a megbecsültsége. Régészeti kutatások során Európa-szerte előkerültek 1. századbeli amforák, melyeken egyes esetekben már akkoriban feltüntették a származási helyet és további adatokat – ami azért is fontos, mert a diokleciáni edictumból kiderül, hogy ennek alapján határozták meg az így már egyfajta minőségjelző árat – és pecséttel voltak lezárva, illetve iratok bizonyítják, hogy a 3. században Egyiptomból és a Mediterráneumból már bizonyos mértékben Ázsiába is szállítottak bort, ami a rárakódó költségek miatt igen drága termék volt, s így feltételezhető, hogy a minősége is magasabb lehetett.
Mindezek tudatában érthető, hogy előbb a görögöknél, majd annak mintájára a rómaiaknál vezettek be a termelésre vonatkozó szabályokat.
Ezek eleinte inkább korlátozások voltak (hol tilos a bortermelés – például Cicero-, vagy Domitianus római császárnál –, vagy mi nem nevezhető bornak – Pliniusnál), ám nem voltak elég hatékonyak. Leíró típusú „rendelkezésre”, mint az egyik legjelentősebb írásos emlék, a Bibliában lelhetünk, melyből – értelmezés után – konkrét szőlőtermesztési és borászati technológiákat tudhatunk meg.

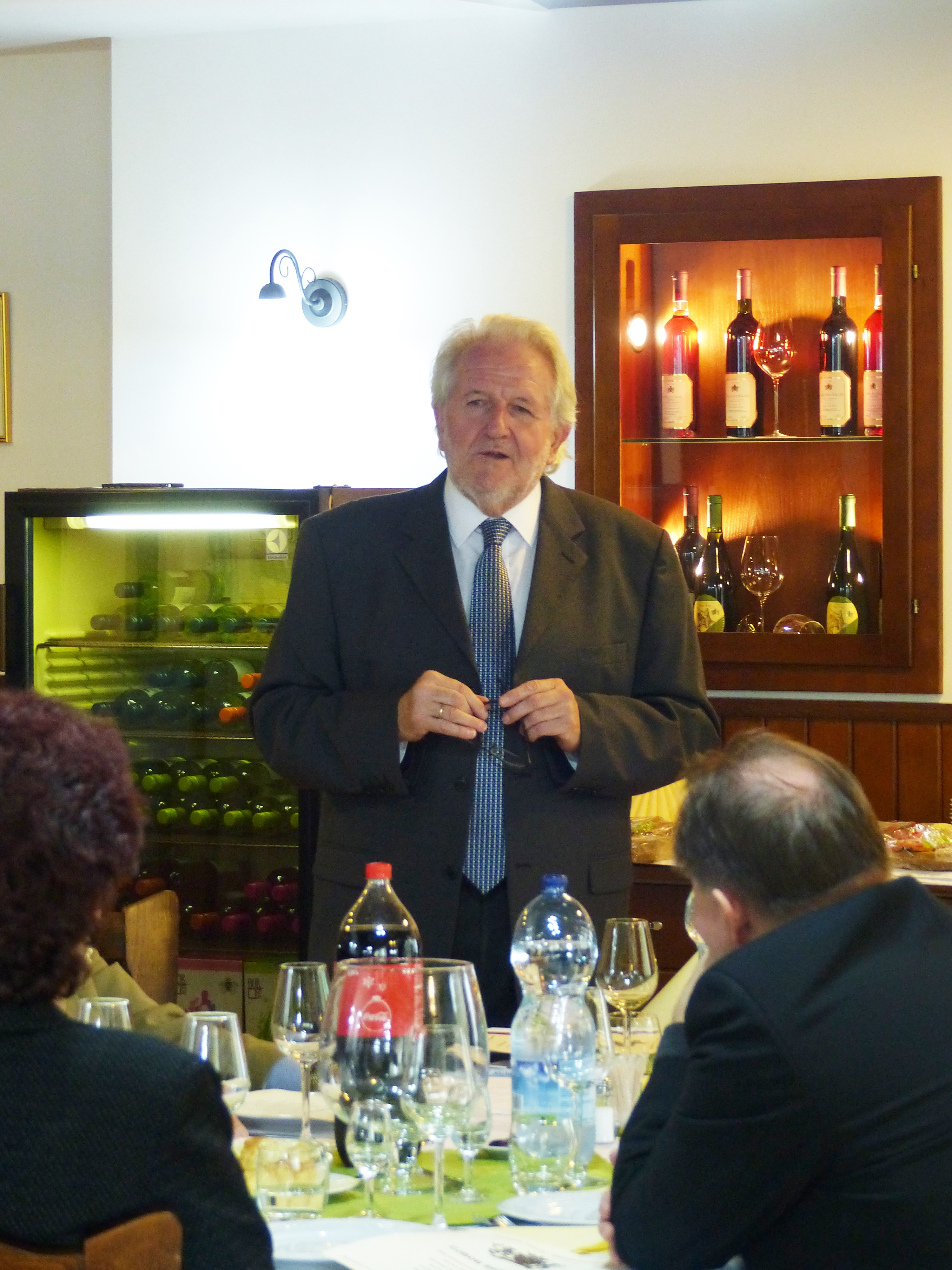
Kállay Miklósnak a Magyar Bor Akadémia tiszteletbeli elnökének borbírálata – Nagyréde, 2016. december 1.

A borkóstolókon a termelő vagy esetleg a borkereskedő mutatja be a borokat. A kóstolólapon feltüntetett borokat kóstolják a jelenlevők. A egyes borok bemutatását végezheti a termelő, a kereskedő vagy esetleg a borbírálathoz értő szakember is.
Egy bort értékelő szakember (sommelier) jellegzetes eszköze a tastevin, egy ezüstből készült és tradicionálisan ezüst láncon viselt csésze, amelyet a nyakukban hordanak. A tastevin úgy néz ki, mint egy ezüst hamutartó, de a formája úgy jött létre, hogy a fényt visszatükrözze a csésze aljáról, amikor a bort megszemlélik a sötét pincékben, ahol csak egy gyertya világít. A hagyományos tastevin homorú bemélyedései lehetővé teszik a pincemesterek számára, hogy lássák a bor tükrös, átlátszó, üledékmentes és tiszta-e és érzékeljék a kontrasztot és a bor színének mélységét. Csak ezt követően szippantják a bor szagát és kóstolják az ízét. Ma a tastevint a professzionális sommelier-k használják, akiknek szinte mindent ismerniük kell a borokról.

### A magyar szabályozás fogalmai
Asztali bor
- Az asztali bor[153] az osztályba sorolt és megyei fajtalistában szereplő borszőlőfajtákból származó, legalább 13 tömegszázalék természetes eredetű (szőlőből származó) cukrot tartalmazó ital. Minimálisan 9% a tényleges alkoholtartalma. Az asztali borok többnyire a síkvidéki borszőlőből készített különösebb fajta- és tájjelleg nélküli tömegborok. Névként alkalmazható általános vagy fantázianév, a borvidékre nem utaló termőhely, fajtanév külön-külön vagy együttesen. Ilyenek, pl.: Pincemester, Asztali vörös, Asztali fehér, Kadét fehér, Lőrinc barát bora, Koccintós. A 2004-es bortörvény[106] eredetileg elfogadott változatában még szerepelt, később azonban kikerült belőle, így ma már hivatalosan nincs ilyen kategória.

Tájbor
- Tájbornak[153] nevezhető az olyan szabályozott földrajzi jelzéssel ellátott asztali bor, amely az adott földrajzi egység terméséből származik. Teljes egészében a meghatározott tájbor készítésére alkalmas szőlőfajták mustjából készül. A tájborok az asztali kategória legjobbjai, egyedi borok, amelyek garantálják a fogyasztó számára a minőséget a címkén feltüntetett termőhelyről. Fajtái többek között: Alföldi kékfrankos, Duna melléki kékfrankos, Duna melléki chardonnay, Balaton-melléki Irsai Olivér, Észak-dunántúli zöld veltelini, Dél-dunántúli zweigelt, Felső-magyarországi hárslevelű, Felső-magyarországi leányka. A 2004-es bortörvény[106] eredetileg elfogadott változatában még szerepelt, később azonban kikerült belőle, így ma már hivatalosan nincs ilyen kategória.

Oltalom alatt álló földrajzi jelzés
- A 2004-es bortörvénytől kezdődően[106] a meghatározott termőhelyről származó minőségi bor[153] esetén a szőlőtermés legalább 15 tömegszázalék természetes eredetű cukrot tartalmaz. A termőhelyre és a fajtára, esetleg a készítési módra vagy az évjáratra jellemző, határozottan felismerhető szag-, íz- és zamatanyagokat tartalmaz. A származásában és minőségében 100%-ban, fajta és évjárat vonatkozásában 85%-ban meg kell felelnie az elnevezésnek és a jelölésnek. A körzet, település és dűlő nevei csak borvidék és borvidéki régió nevével együtt jelölhető a bor címkéjén.

Oltalom alatt álló eredetmegjelölés
- Védett eredetű bor[153] a 2004-es bortörvényig olyan meghatározott termőhelyről származó minőségi bor, amely termelői kezdeményezésű, egyedi szabályozású termék. Földrajzi eredete egyedileg a borvidékre vagy azon belül kisebb területi egységre határolt. A borkészítésre felhasznált szőlőfajták a szőlőtermesztés, a borkészítés technológiája és kiszerelése egyedileg szabályozott. A védett eredetű bor készítésekor a must cukortartalmát növelni, a savtartalmát kémiai úton megváltoztatni nem szabad. Értékesíteni csak a szüretet követő év augusztus 20-ától lehet. Védett eredetű bornak számítanak a tokaji borkülönlegességek, az egri borvidéken a Debrői hárslevelű és az Egri bikavér, a Kunsági borvidéken az Izsáki Arany Sárfehér, a Somlói borvidéken a Somlói furmint, a Hárslevelű, a Juhfark és az Olaszrizling.

A magyar (és több más európai, főleg a mediterrán) szabályozástól alapjában térnek el a nemzetközi tekintélynek örvendő országok szabályrendszerei. Az eltérés lényege, hogy amíg a magyar stb. szabályozásban jelentős hangsúly kap a származási hely, addig a nemzetközi színtéren az jottányit sem számít: bármely termelő bármely kategóriát elérheti.

#### A termék leírása
A borokat és követelményeiket a kormány 178/2009. (IX. 4.) rendelete sorolja fel.

### A német szabályozás fogalmai
Németországban a törvényes kategorizálás a felhasznált must mustfokán alapul.
A mustfok mértékegysége az úgynevezett Oechsle-fok (az 1774–1852 között élt Christian Ferdinand Oechsle után), amely a must cukortartalma, vagyis a bor potenciális alkoholtartalma alapján határozza meg a szőlő érettségét. Az Oechsle-mérő (areométer) azt mutatja meg, hogy a must sűrűsége literenként hány grammal több a vízénél. Ha például egy liter must tömege 1100 gramm, akkor a mustfok 100 Oechsle-fok, mivel egy liter víz tömege 1000 gramm.
Minél magasabb a must Oechsle-foka, annál magasabb minőségi kategóriába sorolható a bor (pl. kabinett vagy válogatás). Az egyes minőségi kategóriáknál megkövetelt mustfok borvidékenként eltérő.

### Más országok szabályozásának fogalmai
- Ausztriában a must minőségét hasonló módszerrel mérve az ún. klosterneuburgi mustmérő (KMW, Klosterneuburger Mostwaage) után KMW-fokban adják meg.
- Franciaországban és Ausztráliában a Baumé-skálán
- az USA-ban a Brix-skálán mérik. Azt, hogy a nagyobb mustfok mindig jobb minőséget eredményez-e, a magyar borászok erősen megkérdőjelezik, különösen a teljesen érett szőlőnél. Annyi bizonyos, hzogy egy 90 fokos must potenciálja mindig jobb például egy 65 fokosnál.

### A minőségi és kiemelt minőségű borok mustfok szerint
A minőségi és kiemelt minőségű borok és a kapcsolódó előírt minimális mustfok Oechsle-fokban:
- Minőségi bor (Qualitatswein mit Pradikat): 51–72
- Magas minőségű száraz bor (Kabinett): 67–82
- Késői szüret (Spatlese): 76—90
- Fürtválogatott bor (Auslese): 83—100
- Jégbor/Bogyóválogatás (Eiswein/Beerenauslese, BA): 110-128
- Száraz bogyóválogatás, többnyire botritiszes (Trockenbeerenauslese, TBA): 150-154[155]

## Különleges fajták
Magyar termékleírások, „hagyományos kifejezések”
A pontos, régiók szerinti leírásokat a borászati termékek eredetmegjelöléseinek és földrajzi jelzéseinek közösségi oltalmára irányuló eljárásról, valamint ezen termékek ellenőrzéséről szóló 178/2009. (IX. 4.) Kormány rendelet 13. §-ának (1) bekezdése alapján a Vidékfejlesztési Minisztérium közzétett hatályos termékleírások tartalmazzák.
Tokaji „borkülönlegességek”

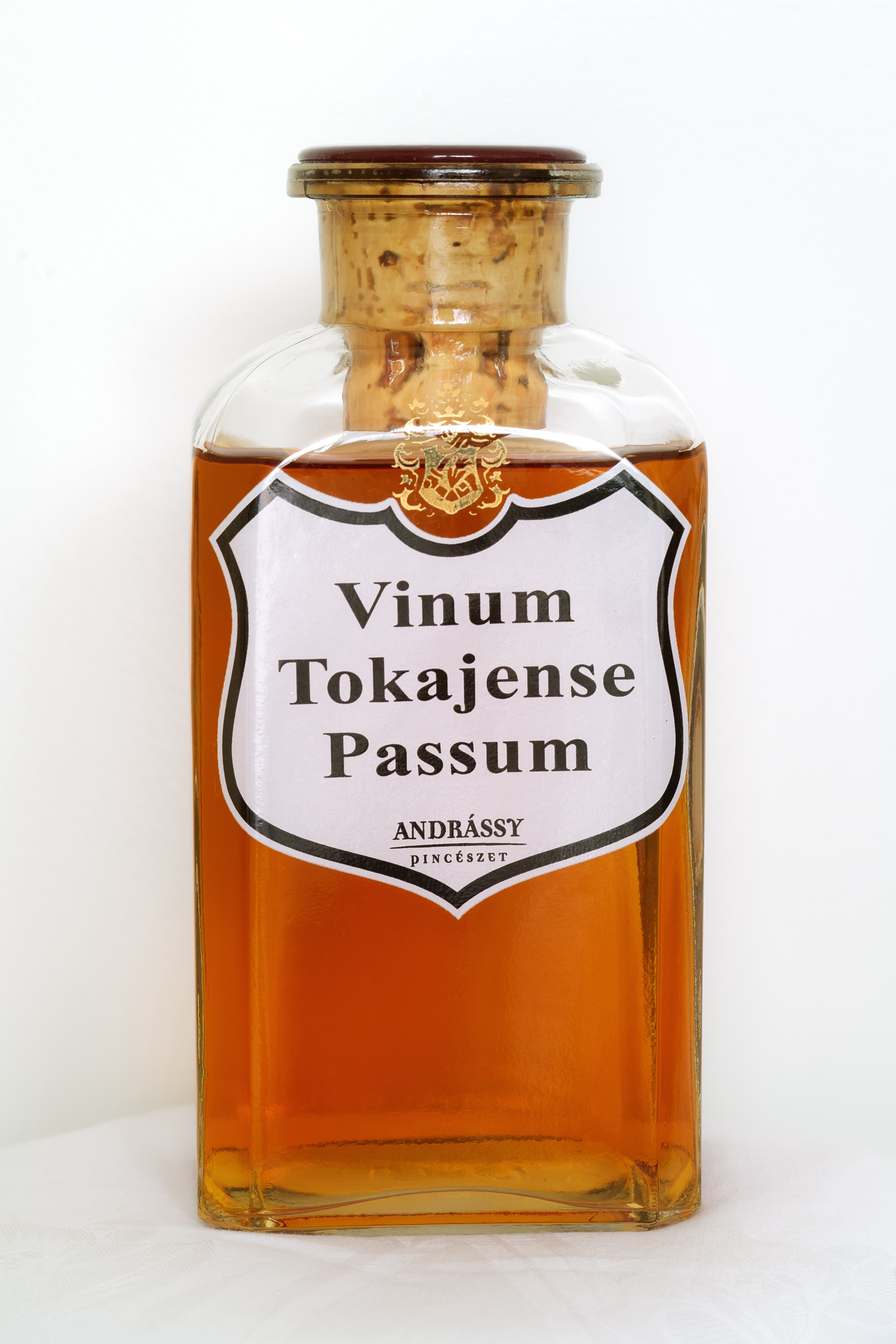
A tokaji bor Vinum Tokajense Passum néven az 1800-as évek végén már a magyar gyógyszerkönyvekben is szerepelt

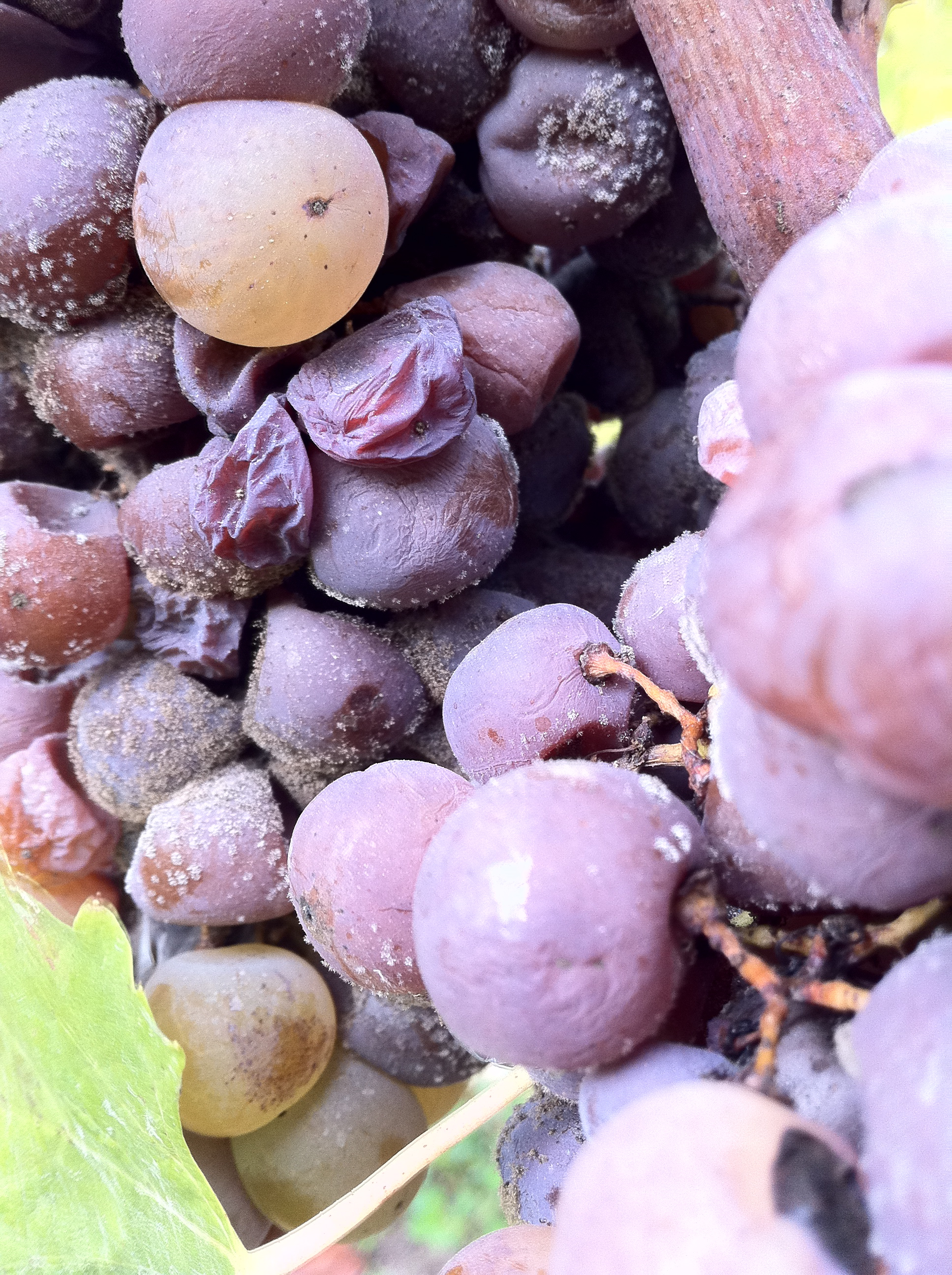
Tokaj-hegyalján már az 1600-as évek közepén készült nemes édes bor a Botrytis cinerea, azaz a szürkerothadás, szürkepenész vagy más néven a nemesrothadás, nemes penész segítségével.

Bél Mátyás 1730 körül a Vinicultura Tokajiensis című művében így vélekedett: „Ha van valami, amit magasztalnak kerek e világon, mindenekelőtt a tokaji bor az, a világ minden részében eljutott a maga megbecsüléséhez… mert annyi jó tulajdonsággal teljes, hogy sehol más bor nem tudja sem ízben sem nemességben túlszárnyalni.”
A tokaji borvidék borrendtartásáért felelős Tokaji Borvidék Hegyközségi Tanácsa kezdeményezésére a Hegyközségek Nemzeti Tanácsa 2013-ban kérelmet nyújtott be a „borkülönlegesség” meghatározás (kifejezésnem) korlátozott használatára a tokaji „borkülönlegességek” esetében, az „oltalom alatt álló eredetmegjelölés” kifejezés szinonimájaként való közösségi hagyományos kifejezésként történő elismerését. A 2004. évi XVIII. törvény alapján egri bikavér bort, szekszárdi bikavér bort, valamint tokaji „borkülönlegességet” közfogyasztás céljára kizárólag üvegpalackban szabad forgalomba hozni.
- A tokaji „borkülönlegességek” védett eredetű borok. A Tokaji borvidéken termelt, földrajzi eredet megjelöléssel rendelkező borok:

Meghatározott termőhelyről származó tokaji „borkülönlegességek”, melyek készítési módjuk miatt önálló névhasználatra jogosultak, a következők:
- Tokaji esszencia (a nemesrothadás vagy nemes penész, azaz a Botrytis cinerea hatására[165][166] tőkén aszúsodott és szüretkor kézzel külön szedett szőlőbogyókból préselés nélkül, saját súlyának nyomására kiszivárgott, mustból minimális erjedés útján keletkező tokaji „borkülönlegesség”[106])
- Tokaji aszú (kézzel, szemenként szüretelt aszúsodott szemeket (3 puttonyoshoz kb. 75 kg-ot, de 6 puttonyoshoz 150 kg-ot!!!) egy gönci hordónyi (136 l) azonos évjáratú alapborba áztatják, erjesztik, majd minimum 2 évet fahordóban és 1 évet palackban érlelik)
- Tokaji szamorodni (az aszúsodott botrytiszes és egészséges szőlőszemeket egyaránt tartalmazó szőlőfürtöket egyben dolgozzák fel)
- Tokaji fordítás (aszútörköly alapborral történő felöntésével készül)
- Tokaji máslás (szamorodni, vagy az aszú seprőjére felöntött mustból vagy azonos évjáratú borból alkoholos erjedés[89] útján készül)[167][168]

Bikavér
- Szekszárdi bikavér
  - Prémium Bikavér
- Egri bikavér

Káli borok
A Balatoni régió három borvidékének lehatárolt, Káli-medencei területén
- Káli bor
- Káli királyi bor (felhasználható fajták köre: Chardonnay (Kereklevelű), Furmint (Szigeti), Juhfark, Kéknyelű, Olaszrizling (Nemes rizling), Piros tramini, Sárga muskotály (Muscat lunel), Szürkebarát (Pinot gris), Zenit, Zeusz, Zöld veltelini, Cabernet franc, Cabernet sauvignon, Kékfrankos, Merlot, Pinot noir, Syrah, Zweigelt)
- Káli királyi főbor[169]

## Borszőlő-termesztés Magyarországon

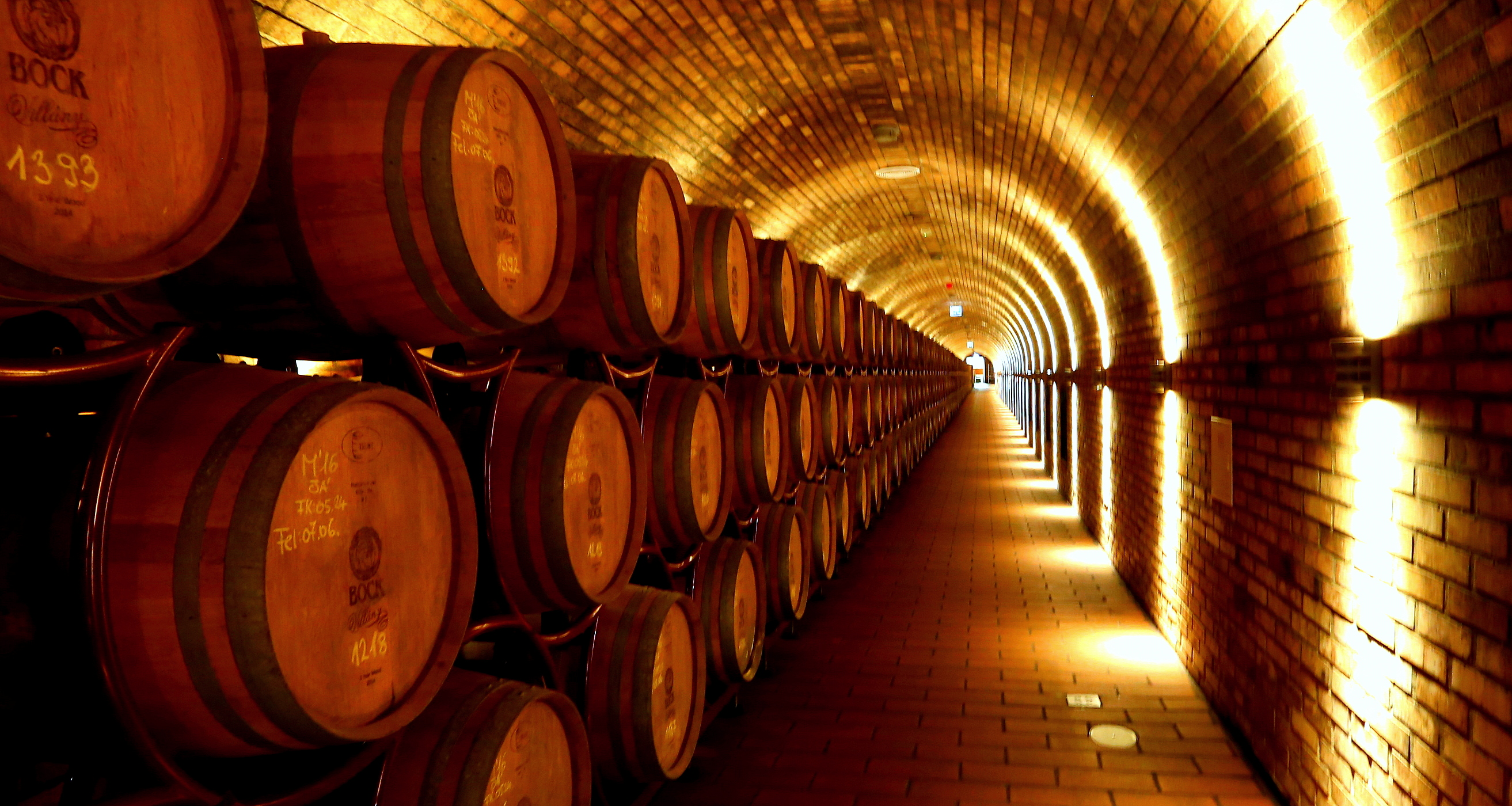
Borospince Villányban

Magyarország Európa bortermelő övezetének északkeleti csücskében helyezkedik el. I. Ferenc magyar király 1807-ben hozott törvénye, a futóhomok által érintett valamennyi területre kiterjesztette a szőlőtermesztést és annak köszönhetően a homoki szőlőültetvények területe a 19. század végére a filoxéravészig megnövekedett. Kialakulhatott az Alföldön egy sajátos, támasz nélküli, ún. gyalogművelésű szőlőkultúra, amely túlélte a filoxéra kártételeit. A magyar történeti borvidékek jelentős szerepet játszottak az árutermelésben és a borkereskedelemben is. Egy-egy történeti borvidék jellemzője, hogy ott az összességében azonos földrajzi-, talaj- és éghajlati viszonyok mellett, a főbb tulajdonságaikban hasonló borok születnek, amit néhány, a borvidéket jellemző bortermő szőlőfajta vezető szerepe biztosít. 1908-ban, az 1924. évi bortörvényben és 1959-ben is született a magyar borvidékek meghatározásáról rendelkezés.

„ Borvidéki elnevezés. 34. §.
A törvény 10. §-a szerint tilos a mustot vagy bort olyan borvidékre, községre, bortermő helyre, olyan termelő nevére vagy pincéjére, úgyszintén olyan szőlőfajtára utaló jelzéssel vagy elnevezéssel hozni forgalomba, amely nem felel meg az illető must vagy bor tényleges származásának, illetőleg annak a szőlőfajtának, amelyből a bor szűretett. ”

– Rendeletek tára, 1908

### Magyarország legfontosabb borszőlőfajtái
Fehérborszőlő-fajták
| Őshonos fajták: - Cserszegi fűszeres - Furmint (Tokaj, Somló) - Hárslevelű - Irsai Olivér - Juhfark (Somló) - Kéknyelű - Leányka | Nem őshonos fajták: - Bianca - Chardonnay - Olaszrizling - Ottonel muskotály - Rajnai rizling - Rizlingszilváni (Müller-Thurgau) - Sauvignon blanc - Sárfehér | - Sárga muskotály (muscat lunel) - Semillon (Dél-Balatoni Borvidék ) - Szürkebarát (pinot gris, pinot grigio) - Tramini - Cirfandli (Pécs) - Zöld veltelini - Ezerjó |

 Vörösborszőlő-fajták
| Őshonos fajták: - Kékfrankos - Kadarka | Nem őshonos fajták: - Blauburger - Cabernet franc - Cabernet sauvignon - Kadarka - Merlot | - Pinot noir - Syrah (Shiraz) - Zweigelt - Portugieser (Kékoportó) - Nagyburgundi |

 Egyéb borszőlők (területük kisebb)
| - Afuz Ali - Budai zöld - Csabagyöngye (vegyes hasznosítású, csemege- és borszőlő) - Csókaszőlő - Kékmedoc (Medoc noir) - Kövérszőlő | - Kövidinka - Kunbarát - Kunleány - Zala gyöngye | - Zefír - Zengő - Zenit - Zeusz |

 Direkt termők 
- Delavári (Daleware) (Európában kiszorult a termesztésből)
- Izabella (Magyarországon kiszorult a termesztésből)
- Kurucvér festő hatása miatt leggyakrabban házasításra használják[172]
- Noah (Magyarországon kiszorult a termesztésből)
- Otelló (Magyarországon kiszorult a termesztésből)

### Magyarország borvidékei
Az erősségek közé tartozik a terroir-ok és szőlőfajták lenyűgöző sokszínűsége; a szenvedélyes bortermelők és a borok egyedi stílusa – mindez együttesen valami egyedit és magas minőséget képes kínálni a világ bármely borbeszerzője számára.

Magyarország borvidékei:
1 Sopron (Soproni borvidék)
2 Nagy-Somló (Nagy-Somlói borvidék)
3 Zala (Balatonmelléki borvidék)
4 Balaton-felvidék (Balaton-felvidéki borvidék)
5 Badacsony (Badacsonyi borvidék)
6 Balatonfüred-Csopak (Balatonfüred-Csopaki borvidék)
7 Balatonboglár (Balatonboglári borvidék)
8 Pannonhalma (Pannonhalmai borvidék)
9 Mór (Móri borvidék)
10 Etyek-Buda (Etyek-Budai borvidék)
11 Ászár-Neszmély (Ászár-Neszmélyi borvidék)
12 Tolna (tolnai borvidék)
13 Szekszárd (Szekszárdi borvidék)
14 Pécs (Pécsi borvidék (Mecsek-alja))
15 Villány (Villányi borvidék)
16 Hajós-Baja (Hajós-Bajai borvidék)
17 Kunság (Kunsági borvidék)
18 Csongrád (Csongrádi borvidék)
19 Mátra (Mátrai borvidék)
20 Eger (Egri borvidék)
21 Bükk (Bükki borvidék)
22 Tokaj-Hegyalja (Tokaj-Hegyaljai borvidék)

Magyarországon 22 borvidék található, 6 nagy borrégióba sorolva:
Észak-Dunántúl borrégió borvidékei
- Neszmélyi borvidék
- Etyek–Budai borvidék: szép savtartalmú gyümölcsös fehérborokat és pezsgő alapborokat adó borvidék.
- Móri borvidék: testes, jó savú, hosszú életű fehérborokat termő vidék. Jellemző szőlőfajtája az ezerjó.
- Pannonhalmi borvidék: hazánk egyik legkisebb történelmi borvidéke
- Soproni borvidék: jellemzően jó savgerinccel rendelkező vörösborokat termő vidék, jellemző szőlőfajta a kékfrankos.

Balaton borrégió borvidékei
- Badacsonyi borvidék: Badacsony vulkanikus kúpja testes száraz fehérborokat, kései szüretelésű félédes és édes, valamint jégborokat terem. Jellemző fajta a kéknyelű és a szürkebarát.
- Balatonboglári borvidék
- Balatonfüred–Csopaki borvidék
- Balaton-felvidéki borvidék
- Somlói borvidék: testes, ásványos, hosszú életű fehérborok termőhelye, jellemző fajtái a juhfark, a furmint, az olaszrizling és a hárslevelű.
- Zalai borvidék: a ritka pintes szőlőfajta otthona.

Pannon borrégió borvidékei
- Pécsi borvidék (Mecsek-alja): nagyszámú szőlőfajtából készítenek könnyű fehér- és vörösborokat, jellemző szőlőfajta a cirfandli.
- Szekszárdi borvidék: testes, magas alkoholtartalmú vörösborokat ad, jellemző a kadarka és a kékfrankos, valamint számos nemzetközi szőlőfajta.
- Tolnai borvidék
- Villányi borvidék: legnagyobbrészt bordeaux-i kékszőlőfajták jó minőségű, testes és magas csersavtartalmú borai jellemzik, de könnyedebb vörösborok is készülnek főként portugieser, kékfrankos és kadarka szőlőfajtákból.

Alföld (Duna) borrégió borvidékei
- Csongrádi borvidék
- Hajós–Bajai borvidék
- Kunsági borvidék

Észak-Magyarország borrégió borvidékei
- Bükki borvidék
- Egri borvidék: elegáns, magyar és világfajtákból készülő, jó savú vörösborokat ad, legismertebb bora az egri bikavér házasítás. Jó minőségű fehérborok is készülnek számos szőlőfajtából. Jellemző fajtái a leányka, a hárslevelű, a chardonnay, illetve a kékfrankos, a merlot, a pinot noir, a syrah és más hazai és nemzetközi szőlőfajták.
- Mátrai borvidék: elsősorban gyümölcsös fehérborairól ismert, de egyre több elegáns vörösbort készítenek itt, elsősorban a kékfrankos fajtából.

Tokaj borrégió
- Tokaji borvidék: a világ egyik meghatározó édes fehérbor termő vidéke, ahol évszázadok óta készítik a nemes penész által világra segített híres aszú borokat. Az utóbbi időszakban nemzetközi figyelmet is kiváltó száraz fehérborok is kikerülnek a borvidékről. Jellemző szőlőfajtái a furmint, a hárslevelű és a sárga muskotály.

### Magyarország borrendjei[174]
- Alisca Borrend – Szekszárd[175]
- Bonus Bonorum Borrend – Balatonboglár[176]
- Custodes Vinorum Borrend – Villány[177]
- Duna-menti Szent Orbán Borrend – Adony[178]
- Vinum Vulcanum Borrend – Badacsony[179]
- Mathiász János Borrend – Kecskemét[180]

### Az Év Bortermelője díj
Az „Év Bortermelője Magyarországon” elnevezésű cím nem egy bor kiváló minőségének elismerését jelenti, hanem a díjazott bortermelő több éven át tartó, kiemelkedő teljesítményéért, borainak állandó kiváló minőségéért, azok hazai és külföldi sikereiért adható.

## Óvilági és újvilági szőlőtermő vidékek

### Minőségi borvidékek
Az Európai Unió a világ legjelentősebb bortermelője, fogyasztója, szállítója és vevője is egyben.
Két nagy csoportját különböztetik meg a borászok a világ borainak. A hagyományos technológiával előállított, komplex borok jelentik az óvilági stílust. A bor többnyire hordóban erjed és hordóban is érlelik. Ebből kifolyólag az ilyen borok elgondolkodtatóak, egyediek, markánsak, és gyakran magukon viselik a borvidék egyedi jellegét. Az újvilági stílusú borokat könnyed, gyümölcsös aromák jellemzik, hűtött, irányított erjesztéssel állítják elő acéltartályokban. Könnyen fogyasztható egymásra hasonlító ízvilágú italok. Európában regionális szőlőfajták sokaságát hozták létre a borászatok a történelmi borvidékeken, az Újvilágba azonban az áttelepülők a legjobbnak ítélt fajtákat vitték át Európából. Az újvilági uniformizált boroknál az évjáratok különbségeit különböző eljárásokkal egyenlítik ki.
A világ fejlődését és modernizációját az óvilági bortermelő országok csak nagyon lassan ismerték fel, lehetőséget adva ez idő alatt az újvilági országok borainak előtérbe kerülésére. Az újvilági stílusú borok termelése az 1990-es évek közepétől folyamatosan növekszik.
Balogh Jeremiás Máté egyetemi adjunktus tanulmánya szerint az újvilági bortermelők nagy előnye országaik a jobb talaja és éghajlata, bortermelésúk a méretgazdaságossági mutatók miatt gazdaságilag hatékonyabb.
A szőlőtermő területek aránya az újvilági területeken évente 1%-kal nő, az óvilági termőterületek részaránya ugyanennyivel csökken.

### Borvidékek
| Óvilági (Grands Vins du Vieux Monde) tradicionális borvidékek - Magyar borvidékek (Magyarország) - Bordeaux (Franciaország) - Bourgogne (Franciaország) - Champagne (Franciaország) - Elzász (Franciaország) - Cotes du Rhône (Franciaország) - Piemont (Olaszország) - Toszkána (Olaszország) - Puglia (Olaszország) - Spanyolország borvidékei - Alto Douro borvidék (Portugália) - Wachau (Ausztria) - Mosel-Saar-Rüwer (Németország) - Rheingau (Németország) - Pfalz (Németország) | Újvilági (Vin du Nouveau Monde) borvidékek - Kalifornia (Amerikai Egyesült Államok) - Washington (Amerikai Egyesült Államok) - Oregon (Amerikai Egyesült Államok) - Barossa (Ausztrália) - Hunter Valley (Ausztrália) - Marlborough (Új-Zéland) - Hawkes Bay (Új-Zéland) - Central Valley (Chile) - Mendoza (Argentína) |  |

## Borvédő szentek
- Szent Donát
- Zaragozai Szent Vince[189]
- Szent Orbán[190]

## Képek a világ borvidékeiről

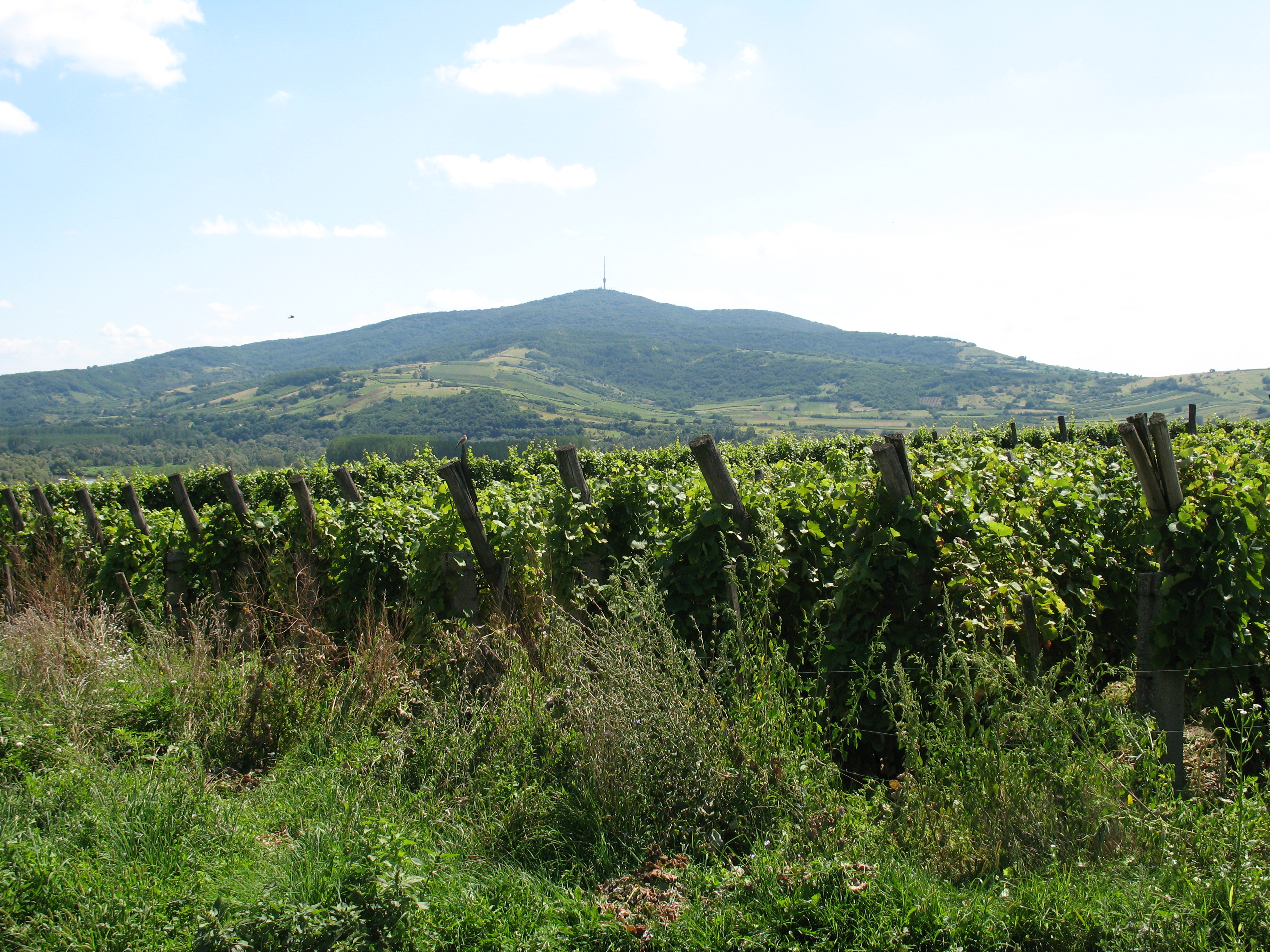
Tokaji-hegy vagy Hajatlan-hegy
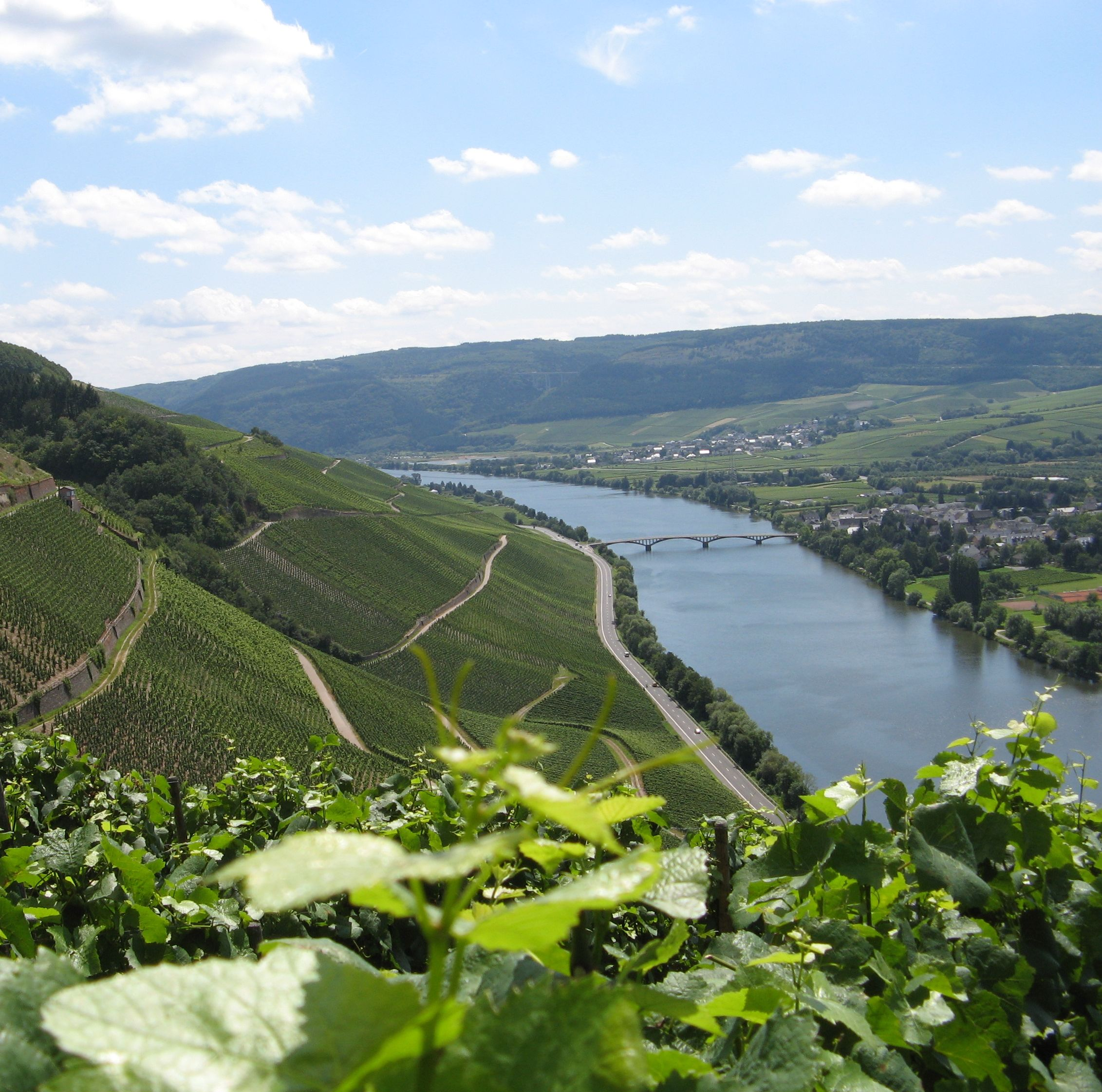
Szőlőültetvények a Mosel folyó völgyében
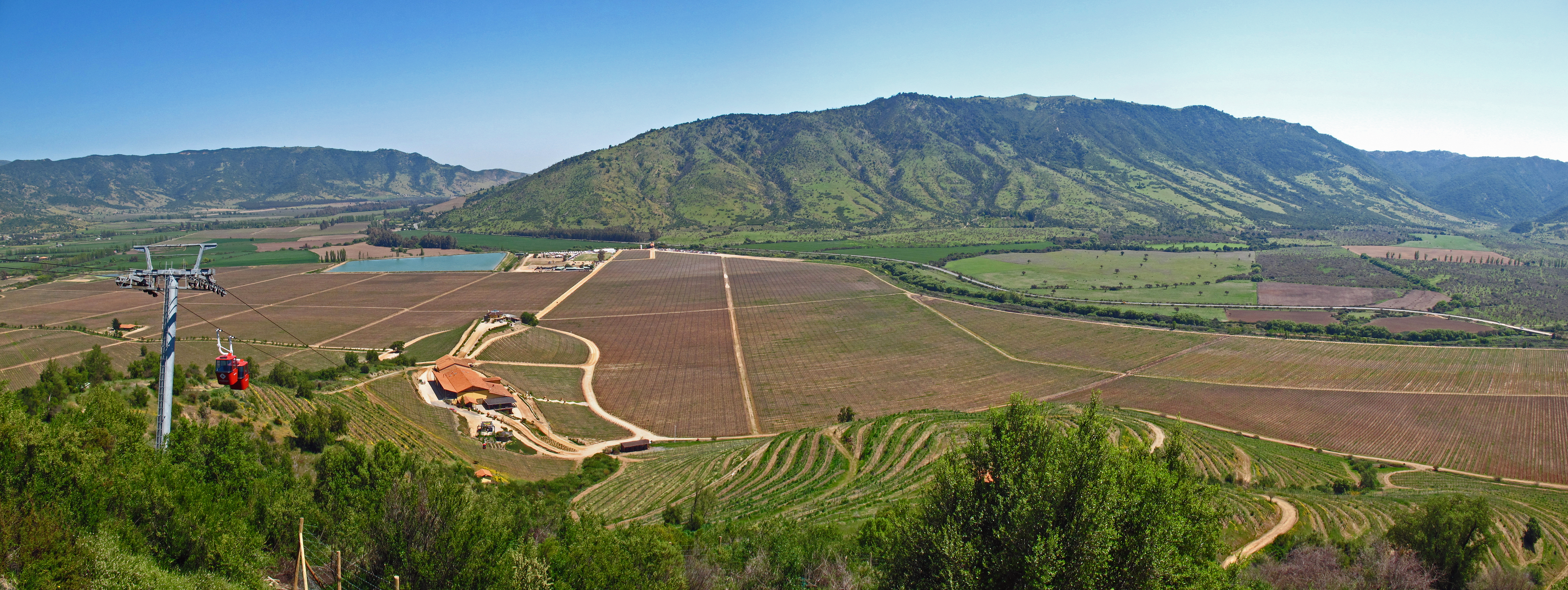
Central Valley, Chile
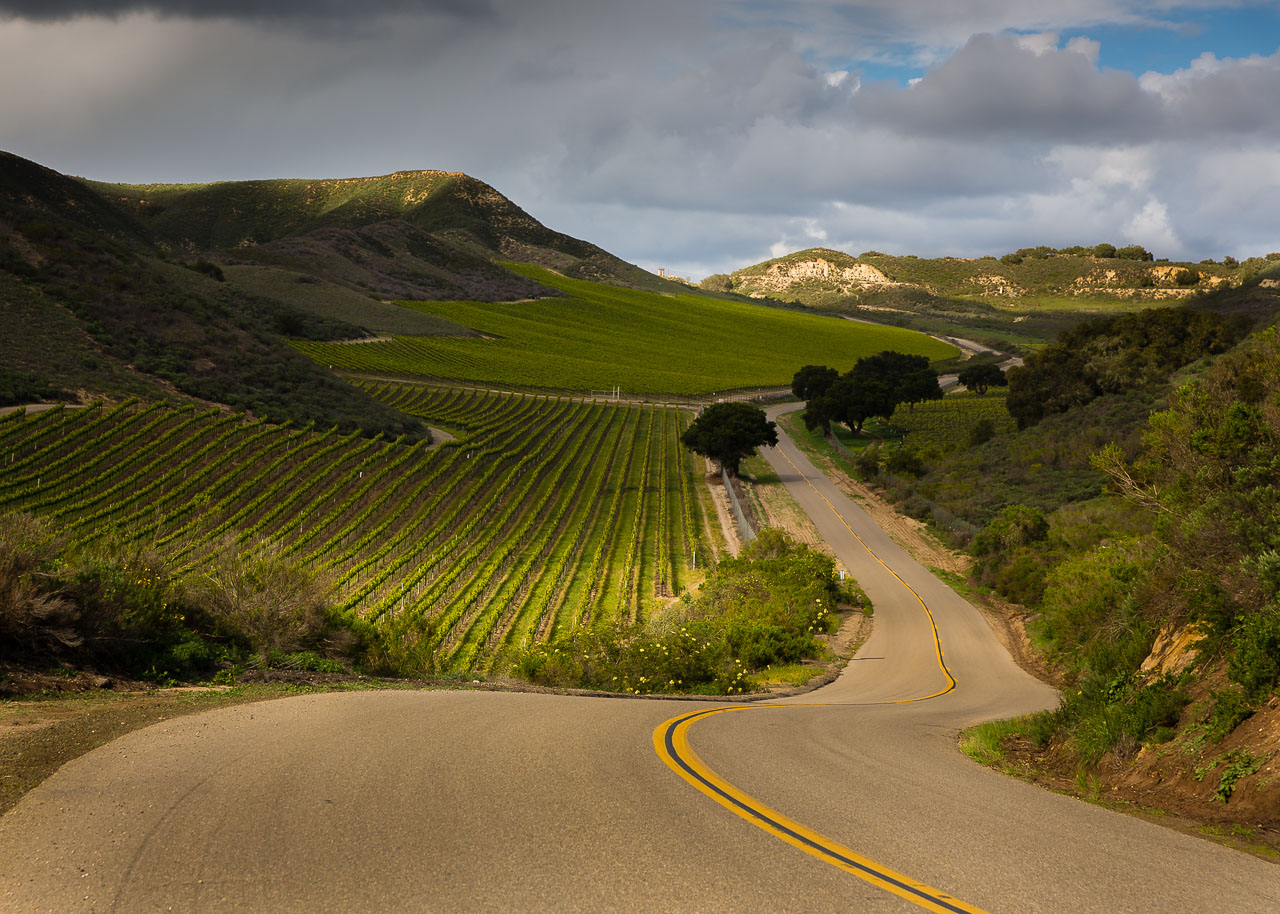
Kaliforniai szőlőbirtok

## Bortermelés országonként 2011-ben[191]
| Hely | Ország                    | Termelés (tonna) |
| ---- | ------------------------- | ---------------- |
| 1    | Franciaország             | 6 590 750        |
| 2    | Olaszország               | 4 673 400        |
| 3    | Spanyolország             | 3 339 700        |
| 4    | Amerikai Egyesült Államok | 2 211 300        |
| 5    | Kína                      | 1 657 500        |
| 6    | Argentína                 | 1 547 300        |
| 7    | Ausztrália                | 1 133 860        |
| 8    | Chile                     | 1 046 000        |
| 9    | Dél-afrikai Köztársaság   | 965 500          |
| 10   | Németország               | 961 100          |
| 11   | Oroszország               | 696 260          |
| 12   | Portugália                | 694 612          |
| 13   | Románia                   | 405 817          |
| 14   | Brazília                  | 345 000          |
| 15   | Görögország               | 303 000          |
| 16   | Ausztria                  | 281 476          |
| 17   | Szerbia                   | 224 431          |
| 18   | Új-Zéland                 | 189 800          |
| 19   | Magyarország              | 176 000          |

## Nem szőlőből készített borok

### Gyümölcsborok
A magyar bortörvény szerint a bor a szőlő gyümölcséből, erjesztés útján készült ital. A más gyümölcsökből, de ugyancsak erjesztéssel, és cukor (szacharóz) hozzáadásával készült italt gyümölcsbornak nevezzük. A gyümölcsbor egyféle gyümölcsből készülő borital, amelyeknek nevében a gyümölcsöt is megnevezik. pl.: almabor, málnabor, meggybor, ribizlibor, fügebor, áfonyabor stb. A gyümölcsbor csak annyiban különbözik az eredeti gyümölcslétől, hogy a benne lévő és a hozzáadott cukorból alkohol lesz. A gyümölcs íze és zamata csak kis mértékben csökken. Ugyanakkor a vitamintartalma egyes esetekben a szőlőbor vitamintartalmának többszöröse is lehet.
A 19. század második felében a filoxéra pusztítása következtében a szőlőültetvények nagyrészt kipusztultak. Erre az időszakra tehető a gyümölcsbor készítésének fellendülése.
A termék megnevezésének a felhasznált gyümölcs nevét, a „bor” szót és a cukortartalomnak megfelelően a „száraz”, „félszáraz”, „félédes” vagy „édes” szavak egyikét kell tartalmaznia. Ha az alap gyümölcsléhez 10%-nál több másik gyümölcslevet adnak hozzá (pl. a kívánt szín elérése miatt), a gyümölcs neve helyett a „vegyes” szót kell feltüntetni.

### A borról elnevezett italok
- Mézbor, mézes vízből erjesztett ital. Nem azonos a mézes borral, amely mézzel édesített bor.
- Akácbor, akáccal ízesített cukorcefréből erjesztett ital.
- Rizsbor, rizsből erjesztett, különböző távol-keleti italok – szaké, jakcsu, stb. – gyűjtőneve. Ezek egy része – például a makkolli – nem kizárólag rizsből készülhet.
- Pálmabor, különböző pálmafajok nedvéből.

## Likőrborok
A likőrbor olyan bor, melynek alkoholtartalmát valamilyen égetett szesz hozzákeverésével megnövelték. Nem összetévesztendő a borpárlattal, ami a bor lepárlásával készül. A likőrboroknak több fajtája is kialakult, például a portói, sherry, Madeira, Marsala és a vermut. Ha a párlatot azelőtt kevernék a borhoz, hogy az teljesen kiforrt, az alkohol elpusztítja az élesztőgombákat és jelentős mennyiségű cukor marad a keverékben – ezt a módszert avinálásnak nevezik. Ennek eredménye általában különösen édes és erős bor, jellemzően 20% körüli alkoholtartalommal. A szárazabb likőrborok készítésénél megvárják, míg a must majdnem, vagy egészen kiforr.

## Borból készült egyéb italok
- Borpárlat, a bor lepárlásával készült égetett szesz, amely általában tölgyfahordóban érlelve, például brandy vagy cognac formájában kerül forgalomba.
- Ürmösbor vagy ürmös, a vermuthoz hasonló, de a vermuttal ellentétben hozzáadott szesz nélkül készült fűszerezett bor, melyet főleg ürömfajokkal – általában fehér ürömmel, római ürömmel vagy fekete ürömmel – ízesítenek.

## Kulturális vonatkozások

### Szólások, közmondások
- Vizet prédikál és bort iszik.
- Az első pohár a szomjúságé, a második a vidámságé, a harmadik a gyönyöré, a negyedik az esztelenségé!
- Bor nélkül szegény a vendégség.
- A bor kis mértékben gyógyszer, nagy mértékben orvosság.
- Az élet túl rövid ahhoz, hogy rossz bort igyál.
- Étel mellett keveset, bor mellett sokat szoktak beszélni.
- A jó bor cégér nélkül is elkél.[205][206]